# الجدول الزمني لحرب لبنان 2006 (أواخر أغسطس)
هذا هو الجدول الزمني لحرب لبنان 2006 خلال أواخر أغسطس.

## 20 أغسطس
الأمم المتحدة
- أعرب الأمين العام للأمم المتحدة كوفي أنان عن قلقه العميق إزاء الغارة التي شنتها القوات الإسرائيلية على لبنان في 19 أغسطس ووصفها بأنها «هدنة». أفيد أن رئيس الوزراء الإسرائيلي إيهود أولمرت دافع عن الغارة خلال محادثة لاحقة مع الأمين العام.[1] أشار البيان أيضا إلى قوة الأمم المتحدة المؤقتة في لبنان قائلة أن هناك «انتهاكات جوية عديدة من قبل الطائرات العسكرية الإسرائيلية».[2]
- أبحرت فرقة مكونة من 150 جنديا فرنسيا من ميناء تولون الفرنسي للانضمام إلى 50 جنديا فرنسيا وصلوا إلى لبنان في 19 أغسطس.[3]
- قال مبعوث الأمم المتحدة تاريه رود-لارسن أن لبنان يواجه اختبارا حاسما في الأيام القادمة سيحدد ما إذا كانت البلاد ستظهر كديمقراطية أو تجد نفسها تتراجع إلى العنف. قال رود لارسن للصحافيين: «كما نراه فإن لبنان يواجه حاليا فرصا هائلة». أضاف: «هناك فرصة ذهبية للبنان لترسيخ ديموقراطيته وتأكيد سلطته ووضع يمكن فيه إعادة بناء لبنان وحيث يمكن لللبنانيين العيش بسلام مع جيرانه في الازدهار وكل هذا في متناول اليد». أشار رود لارسن إلى الموافقة على نشر القوات اللبنانية في الجنوب حيث يتهمون بضمان عدم شن ميليشيا حزب الله صواريخ عبر الحدود إلى شمال إسرائيل. على الرغم من «الهبوط الكبير المحتمل» فإن لبنان والمنطقة يواجهان أيضا خطرا. أضاف: «إننا مازلنا في الحافة المائلة وهذا يمكن أن يبدأ بسهولة الانزلاق مرة أخرى ويؤدي بنا بسرعة إلى الهاوية من العنف وإراقة الدماء وهذا هو السبب في الدبلوماسية مهمة جدا». وصف رود لارسن اجتماعاته منذ 18 أغسطس مع القادة اللبنانيين بأنها «مشجعة» وقالوا أنهم ملتزمون بتنفيذ قرار مجلس الأمن رقم 1701 الذي يتطلب انسحاب القوات الإسرائيلية من جنوب لبنان في نفس الوقت الذي يتم فيه تعزيز قوات الجيش اللبناني وتعزيزه تدخل قوة الامم المتحدة المكونة من 15 ألف جندي إلى المنطقة. أوضح أن ثلاثة آلاف عنصر من الجنود اللبنانيين المنتشرين في جنوب لبنان تم نشرهم على طول الحدود الجنوبية اللبنانية رغم أن نجاحهم في تحقيق الاستقرار في المنطقة ليس مضمونا. أضاف: «بالطبع الشيطان هو في التفاصيل هنا». «من النادر أن نفشل». لم يشر رود لارسن إلى تعليق وزير الدفاع الإسرائيلي عمير بيريتز بأن إسرائيل لن تسمح بنشر القوات اللبنانية على بعد كيلومترين من الحدود الإسرائيلية ما لم تكن مصحوبة بقوات الأمم المتحدة. وكان وفد رود لارسن يغادر إلى إسرائيل.[4]
- من غير المتوقع أن تصل «قوة الطليعة» المكونة من 3 آلاف إلى 3500 جندي تابع للأمم المتحدة إلى وقت لاحق من الأسبوع في أقرب وقت. ستدعم حوالي ألفي مراقب بالفعل على الأرض كجزء من قوة الأمم المتحدة المؤقتة في لبنان. توقع رود لارسن أن تستغرق الأسابيع والأشهر المقبلة «عملا دبلوماسيا صعبا جدا» بما في ذلك «التعاون من إيران وسوريا». أضاف أنه تم نشر 2000 جندي لبناني آخر وهو أول مكمل من المتوقع يبلغ 8600 جندي على طول الحدود الشرقية للبلاد مع سوريا وتم نشر ما يصل إلى ألف جندي على طول الساحل. من المتوقع أن تمهد القوات الطريق لإعادة تشكيل قوة اليونيفيل وتعزيزها في الجنوب. قال رود لارسن أنه تم إنشاء آلية لكلا القوتين للعمل معا حيث اتفق رئيس الوزراء اللبناني فؤاد السنيورة مع قائد قوة اليونيفيل الجنرال ألان بيلغريني على لقاء أسبوعي مع كبار المسؤولين الأمنيين من كلا القوتين.
- توقع فيجاي نامبيار المستشار الخاص للأمين العام كوفي عنان أن تعلن قواعد الاشتباك التابعة لقوة الأمم المتحدة المؤقتة في لبنان في الأيام القليلة المقبلة. قال: «إننا نتوقع أن يولد ذلك اهتماما بين الدول الرئيسية المساهمة في إرسال قوات بشكل أكثر تحديدا». وصف الهجوم الذي شنته إسرائيل في 19 أغسطس على سهل البقاع اللبناني بأنه غير مفيد.

لبنان
- دعا رئيس الوزراء اللبناني فؤاد السنيورة إسرائيل إلى «خرق عار» لهدنة الأمم المتحدة التي استمرت ستة أيام. قال وزير الدفاع اللبناني إلياس المر أنه: «قد يضطر إلى أن يطلب من الحكومة في مطلع الأسبوع المقبل وقف انتشار الجيش في الجنوب».
- قال وزير الدفاع اللبناني إلياس المر أن حزب الله ملتزم بوقف إطلاق النار وحذر من أن أي جماعة تطلق النار على إسرائيل ستعتبر غادرة لإعطاء إسرائيل ذريعة لضربها. قال في مؤتمر صحافي «أن أي صاروخ يتم إطلاقه من الأراضي اللبنانية سيعتبر تعاونا مع إسرائيل». هدد بوقف نشر قوات بلاده في أعقاب الهجوم الإسرائيلي لم تضمن الأمم المتحدة التزام إسرائيل بقرار الأمم المتحدة رقم 1701.
- قال مبعوث الأمم المتحدة تيري رود لارسن أن لبنان يواجه اختبارا حاسما في الأيام القادمة سيحدد ما إذا كانت البلاد ستظهر كديمقراطية قوية أو تجد نفسها تتراجع إلى العنف. قال رود لارسن للصحافيين: «كما نراه فإن لبنان يواجه حاليا فرصا هائلة». أضاف: «هناك فرصة ذهبية للبنان لترسيخ ديموقراطيته وتأكيد سلطته ووضع يمكن فيه إعادة بناء لبنان وحيث يمكن لللبنانيين العيش بسلام مع جيرانه في الازدهار وكل هذا في متناول اليد». على الرغم من «الهبوط الكبير المحتمل» فإن لبنان والمنطقة يواجهان أيضا خطرا. أضاف: «إننا على حافة الانحناء لا يزال هذا يمكن ان يبدأ بسهولة الانزلاق مرة أخرى ويؤدي بنا بسرعة إلى الهاوية من العنف وإراقة الدماء وهذا هو السبب في الدبلوماسية مهمة جدا». أشار رود لارسن إلى الموافقة على نشر قوات لبنانية في الجنوب حيث يتهمون بضمان أن قوات حزب الله لا تطلق صواريخ عبر الحدود إلى شمال إسرائيل.
- قال وزير العدل اللبناني تشارلز رزق أنه لا يوافق على وصف رئيس الولايات المتحدة جورج دبليو بوش في 18 أغسطس لحزب الله بأنه: «قوة من عدم الاستقرار». قال رزق: «إن وجهة نظرنا هي أنه يتعين علينا حل مشكلة حزب الله ومقاومة حزب الله وأسلحة حزب الله من جذوره». «الجذر هو الاحتلال الإسرائيلي». انسحبت إسرائيل من جنوب لبنان عام 2000 إلا أن الخلافات ما زالت قائمة على مزارع شبعا التي تبلغ مساحتها حوالي 30 كيلومترا مربعا. يزعم لبنان أنها أراضي لبنانية ولكن الأمم المتحدة تعترف بأنها تضاريس سورية.
- قالت المفوضية العليا للإغاثة في لبنان أن 1183 لبنانيا قتلوا في الحرب التي دامت 34 يوما بين إسرائيل وحزب الله و4054 جريحا. قدرت اللجنة أن ما يقرب من 90 في المائة من السكان المشردين قد عادوا إلى ديارهم بحلول 20 أغسطس أي بعد أربعة أيام من وقف الأعمال القتالية. قالت المفوضية العليا للاجئين التابعة للأمم المتحدة أنها تحول تركيزها إلى توفير المأوى لهؤلاء الأشخاص الذين دمرت منازلهم في جنوب لبنان. من بين 180,000 لبناني كانوا قد لجأوا إلى سوريا عاد أكثر من 107,000 إلى لبنان وفقا للمفوضية السامية لشؤون اللاجئين.

إسرائيل
- قال مكتب وزير الدفاع الإسرائيلي عمير بيريتز أن إسرائيل لن تسمح بنشر القوات اللبنانية على بعد كيلومترين من الحدود الإسرائيلية ما لم تكن مصحوبة بقوات تابعة للأمم المتحدة.
- قال المتحدث باسم وزارة الخارجية الإسرائيلية مارك ريجيف أن الإسرائيليين يحق لهم العمل في بودي. قال: «كنا نشهد نقل أسلحة غير مشروعة» من سوريا. قال ريجيف أن «هذا انتهاك واضح» للقرار 1701. ردا على سؤال حول سبب عدم تقديم إسرائيل شكوى إلى مجلس الأمن بدلا من التصرف من جانب واحد قال ريجيف أن المنظمة الدولية لن تصرف بسرعة كافية لمنع نقل الأسلحة إلى لبنان. قال: «إنني أذكر رئيس وزراء لبنان بأن من واجبه بموجب قرار الأمم المتحدة رقم 1701 وجوده على الحدود السورية لمنع هذا النقل غير المشروع للأسلحة». وصف ريجيف بأنه «تكهنات» بأن الإسرائيليين ربما كانوا يبحثون عن جنود إسرائيليين اختطفهم حزب الله الشهر الماضي أو يبحثون عن الأمين العام لحزب الله للقبض عليه أو قتله.
- أوقعت إسرائيل حصيلة قتلى و159 صاروخا من قبل حزب الله مما أدى إلى إصابة أكثر من ألف إسرائيلي بجروح. قال مسؤولون إسرائيليون أن أكثر من مليون شخص فروا من منازلهم في الشمال إلى ملاجئ في الجنوب خلال الحرب.

حزب الله
- كان مقاتلو حزب الله المقاتلين قد غرقوا بوداي واصطفوا كلاشنيكوف وأوقفوا وفتشوا واستجوبوا الغرباء بعد يوم من خوض البلدة غارة من الكوماندوز الإسرائيلي مع تبادل لاطلاق النار لمدة 90 دقيقة. في وسط المدينة يقع مركز الحسيني المجتمعي تحت الأنقاض نتيجة لضربة إسرائيلية في الأسبوع الأول من الحرب. تجمع العشرات من المتعاطفين مع حزب الله في اليوم الثالث من الحداد لمقاتلي حزب الله محمد أحمد عاصف الذي دفن هنا. كانت تكهنات بأن محمد يزبك عضو مجلس الشوري كان في بوداي لهذا الجنازة. أوقف مسلحون تابعون لحزب الله عن مراسلها الزائر ثلاث مرات مطالبين بتحديد هويتهم وتفتيشها. في وقت ما احتجز الزوار لمدة 30 دقيقة خلال موجة من المكالمات الهاتفية بين المسلحين. في النهاية أمروا بمغادرة المنطقة.

## 21 أغسطس
الولايات المتحدة
- دعا بوش إلى تشكيل قوة دولية فعالة في لبنان لضمان عدم قيام حزب الله بإعادة تسليحه و"تعيث الفوضى في المنطقة". قال بوش "أن الضرورة ملحة". قال بوش في بداية مؤتمر صحفي في واشنطن: "يتعين على المجتمع الدولي الآن تعيين قيادة هذه القوة الدولية الجديدة وإعطائها قواعد صارمة للمشاركة ونشرها في أسرع وقت ممكن لضمان السلام". قال بوش: "إن أمتنا لا تضيع الوقت في مساعدة شعب لبنان" موضحا تفاصيل الجهود الأمريكية للحصول على المساعدات الإنسانية بما في ذلك الغذاء والطاقة إلى لبنان. كما أعلن بوش عن مساعدات لإعادة بناء منازل ومدارس في لبنان وأعلن عن مساعدات لمساعدة المدنيين الإسرائيليين على التعافي من ضربات حزب الله الصاروخية. استشهد بوش بالدعم الإيراني لحزب الله الذي تعتبره الولايات المتحدة منظمة إرهابية كمثال على سبب عدم السماح لإيران بامتلاك أسلحة نووية. قال بوش: "إن إيران من الواضح أنها جزء من المشكلة". قال الرئيس بوش: "إنهم يرعون حزب الله ويشجعون على وجود علامة راديكالية من الإسلام تخيلوا مدى صعوبة هذه المسألة إذا كانت إيران تمتلك سلاحا نوويا". بناء على طلب لبنان وإسرائيل لن تساهم الولايات المتحدة بقوات. كثيرون في لبنان يعتبرون الولايات المتحدة بديلا لإسرائيل ولن يرغبوا في مشاركة الولايات المتحدة في القوة. علاوة على ذلك أعلن عن مساعدات إنسانية إضافية بقيمة 230 مليون دولار. سوف يصدر قرار آخر في الأمم المتحدة يعطي المزيد من التعليمات إلى القوة الدولية. قال بوش خلال مؤتمره الصحفي: "إن فرنسا كانت لها علاقة وثيقة جدا مع لبنان". علاقات تاريخية مع لبنان. آمل أن يضعوا المزيد من القوات في فهم المنطقة وكذلك أي شخص".
- تعتزم الولايات المتحدة تقديم قرار جديد للأمم المتحدة حول نزع أسلحة حزب الله في جنوب لبنان بيد أن السفير الأمريكي جون بولتون قال أن هذا لا ينبغي أن يعيق الانتشار السريع لقوات حفظ السلام التابعة للأمم المتحدة. قال بولتون للصحافيين: «أعتقد أن القوة الأولى يمكن نشرها الآن». أضاف: «نريد نزع سلاح حزب الله بسرعة حتى تتمكن الحكومة اللبنانية المنتخبة ديمقراطيا من السيطرة الكاملة على أراضيها». قال بولتون أيضا أن أنان قد يزور بعض دول الشرق الأوسط بما في ذلك سوريا إلا أن جدول سفره كان قيد المناقشة. قال أن القرار الجديد بشأن لبنان سيوسع ويعدل القرار 1701 الذي تبناه بالاجماع المجلس الذي يضم 15 دولة في 11 أغسطس والذي وضع نهاية للأعمال العدائية بين إسرائيل وحزب الله. قال بولتون عقب اجتماع مغلق لمجلس الأمن الدولي لبحث تنفيذ القرار رقم 1701: «إنه وضع خطير وأن وقف إطلاق النار هشا». أضاف أنه ما لم يتم نزع سلاح حزب الله فإن قوات الأمم المتحدة واللبنانيين والإسرائيليين ستكون ضعيفة. أضاف: «إن التردد غير مفهوم». أثار عدم القدرة على توليد قوة مخاوف من أن وقف إطلاق النار الهش قد ينهار.

إيطاليا
- قال عضو مجلس الشيوخ الإيطالي لرويترز أن إيران تريد من إيطاليا التفاوض بشأن إطلاق سراح جنديين من قوات الدفاع الإسرائيلية وهما إلداد ريجيف وإيهود غولدواسر اللذين لا يزالان على قيد الحياة ولكن ليسا في حالة «كبيرة» بعد اختطافهما من قبل حزب الله الشهر الماضي. قال سيرجيو دي جريجوريو رئيس لجنة الدفاع بمجلس الشيوخ الإيطالي أن رئيس الأمن القومي الإيراني علي لاريجاني أبلغه شخصيا أنه سيطلب من حزب الله الذي تدعمه إيران وسوريا التفاوض مع إيطاليا. قال دي جريجوريو لرويترز في مقابلة: «يبدو أن [الجنود] في حالة جيدة ولكن ليس كبيرا وهم على قيد الحياة». لم يوضح تفاصيل ظروف المحادثة. قال أن إيران تفضل إجراء أي مفاوضات رهائن مع وكالة المخابرات العسكرية الإيطالية سيسمي أو كخيار ثان مع وزير الخارجية الإيطالي ماسيمو داليما. تعتبر إيطاليا أحد أكبر الشركاء التجاريين في إيران. إذا تأكد ذلك فإن الدور التفاوضي سيضع إيطاليا في وضع متميز وخاصة بعد طلب إسرائيل من القوات الإيطالية قيادة قوة حفظ سلام دولية في جنوب لبنان. قال دي جريجوريو: «إن إيطاليا تتمتع بعلاقات ممتازة مع إسرائيل وعلاقات جيدة مع إيران لأننا الشريك التجاري الرئيسي». أضاف: «لذلك يمكن أن يكون مفصلا كبيرا بين إسرائيل وإيران وبين إسرائيل وحزب الله دعونا نقول حتى لو كان الزعيم الروحي لحزب الله في إيران».
- قال رئيس الوزراء الإيطالي رومانو برودي أنه أبلغ الأمين العام للأمم المتحدة كوفي أنان بأن إيطاليا مستعدة لقيادة قوة حفظ السلام متعددة الجنسيات في لبنان. في حديثه بالقرب من منزل عطلته في توسكانا قال برودي للصحفيين أن أنان سيتخذ قرارا نهائيا بشأن قيادة القوة في نهاية الأسبوع في 27 و28 أغسطس.

الأمم المتحدة
- من شأن قرار جديد لمجلس الأمن أن يساعد على الخروج من المأزق حول الحصول على قوة الأمم المتحدة الموسعة على الأرض بسرعة. أعربت البلدان التي يحتمل أن تساهم بقوات عن قلقها إزاء قواعد الاشتباك وعلى وجه التحديد ما الذي يتعين على القوات القيام به ولا سيما فيما يتعلق بنزع سلاح حزب الله.
- اعترف السفير الأمريكي لدى الأمم المتحدة جون بولتون بأن العديد من الدول حذرة من المشاركة في قوة حفظ سلام دولية في جنوب لبنان بسبب الخطر. قال بولتون أنه ليس هناك شك في «الضرورة الملحة» لنشر وجود الأمم المتحدة المكثف في المنطقة وهي خطوة دعا إليها قرار الأمم المتحدة. قال بولتون أن الجهود الرامية إلى خلق القوة هي «عمل جار». قال للصحفيين في الأمم المتحدة: «أن الولايات المتحدة تعمل بنشاط شديد على كافة المستويات للمساعدة في تشجيع وتسهيل هذا الانتشار». ردا على سؤال حول امتناع بعض الدول عن التصويت قال بولتون «أنه من الواضح أن الوضع خطير جدا وأن وقف إطلاق النار هشا تماما». أضاف أن الأمم المتحدة تريد أن تتأكد من أن قواتها «ستتاح لها الفرصة القصوى للدفاع عن نفسها». قال بولتون أنه من «العرف القديم» أن يتفق الجانبان على المشاركين في قوة حفظ السلام. أضاف: «طالما أن مقاتلي حزب الله ما زالوا مسلحين» فإن قوة حفظ السلام الدولية والقوات اللبنانية «ستكون ضعيفة». تخطط الأمم المتحدة لإرسال 13 ألف جندي إضافي إلى المنطقة لتعزيز بعثة مراقبة قوامها 2000 جندي في جنوب لبنان.
- قالت مصادر الأمم المتحدة أنه تم تسليم الرجال الخمسة إلى قوة الأمم المتحدة المؤقتة في لبنان عند معبر نارورا الحدودي. قال مسؤولون عسكريون لبنانيون أن الرجال تم تسليمهم إلى الجيش اللبناني.

الجيش الإسرائيلي
- أرسل جنود الاحتياط الإسرائيليون الذين خدموا في لواء الحربة في لبنان التماسا إلى وزير الدفاع عمير بيريتز ورئيس أركان الجيش الإسرائيلي دان هالوتز احتجاجا على التعامل مع الحرب من جانب الحكومة وكبار المسؤولين العسكريين.
- ذكرت قوات الدفاع الإسرائيلية أن القوات الإسرائيلية أطلقت النار على مسلحين اثنين أو ثلاثة من حزب الله في جنوب لبنان. قال ممثل في الجيش الإسرائيلي أن القوات أطلقت النار على المسلحين الذين يتقدمون نحو القوة الإسرائيلية في الجزء الغربي من جنوب لبنان. قال الجيش الإسرائيلي إنه لا يعرف على الفور ما إذا كانت تلك الطلقات قد قتلت أحد ما. منذ بدء سريان وقف إطلاق النار بين إسرائيل وحزب الله اللبناني في الأسبوع الماضي كان هناك عنف متقطع. دعا قرار الأمم المتحدة الذي أدى إلى وقف إطلاق النار إلى نزع سلاح حزب الله جنوب نهر الليطاني وإنهاء العمليات «الهجومية» التي يقوم بها الجيش الإسرائيلي. قالت إسرائيل إنها ستواصل المناورات الدفاعية.
- أفرجت إسرائيل عن خمسة رجال لبنانيين ألقي القبض عليهم خلال غارة شنتها قوات كوماندو في سهل البقاع في 2 أغسطس. أكد مسؤولون إسرائيليون ولبنانيون والأمم المتحدة الإفراج عنهم. بعد عملية 2 أغسطس قالت إسرائيل إنها استولت على خمسة من مقاتلي حزب الله في مستشفى كان جزءا من معقل لحزب الله. إلا أن الأمين العام لحزب الله حسن نصر الله قال في خطاب بثه التلفزيون في اليوم التالي أن إسرائيل اتخذت خمسة «رهائن» ونفت أن المستشفى هو قاعدة عمليات لحزب الله. قال سكان المنطقة أنهم يعتقدون أن الأسرى الخمسة كانوا مدنيين. قالت إسرائيل أنها تمتلك معلومات استخباراتية تفيد بأن المستشفى كان قاعدة لوجيستية للمجموعة المسلحة وربما يكون هناك مأوى لزعيم كبير. قالت إسرائيل إنها عثرت على أسلحة في مكان الحادث وأدلة أخرى على أن حزب الله استخدم الموقع كمعقل.

إسرائيل
- تراجع وزير الدفاع عمير بيريتز عن اقتراح للتفاوض مع سوريا. قال بيريتز خلال اجتماع عقده في القدس مع المبعوث الخاص للأمم المتحدة تيري رود لارسن: «في الوقت الحاضر الظروف غير مواتية لذلك لكنني بالتأكيد أرى حوارا مع سوريا في المستقبل». كان بيريتز أعرب عن اقتراحه بإجراء محادثات مع سوريا بعد وقت قصير من سريان اتفاق وقف إطلاق النار مع حزب الله. قال بيريتز: «لا نخاف من الأصوات الرهيبة القادمة من سوريا وليس لدينا مصلحة في تسخين الجبهة السورية لكننا سنحمي أنفسنا إذا دعت الحاجة». قال رئيس الوزراء إيهود أولمرت ردا على ذلك: «بعض الناس يقولون إن بشار الأسد يجب أن يحتضن وأقول بوضوح: دعونا لا ننسى الآلاف من الصواريخ التي سقطت هنا خلال الشهر الماضي وجميعهم مرت عبر دمشق».

## 22 أغسطس
إيطاليا
- صرح رئيس الوزراء الإيطالي رومانو برودي للأمين العام للأمم المتحدة كوفي أنان بأن بلاده مستعدة لقيادة قوة حفظ سلام تابعة للأمم المتحدة في جنوب لبنان. أضاف: «لقد أكدت استعداد إيطاليا لتولي قيادة البعثة في لبنان» حسبما ذكر رئيس الوزراء. قال مكتب برودي إن الحكومتين اللبنانية والإسرائيلية قد اتصلتا بروما حول القيام بدور قيادي في قوة الأمم المتحدة.
- تعتزم إيطاليا المساهمة من 2000 إلى 3 آلاف جندي في قوة حفظ السلام التابعة للأمم المتحدة في لبنان بشرط أن لا تنتهك إتفاقية وقف إطلاق النار التي تتوسطها الأمم المتحدة. من المتوقع أن تتولى إيطاليا قيادة هذه القوة ودعا وزير الخارجية ماسيمو داليما إلى عقد اجتماع خاص لوزراء خارجية الاتحاد الأوروبي في 25 أغسطس القادم في بروكسل لتحديد عدد القوات التي ستسهم بها دول الاتحاد الأوروبي الأخرى. دعت رئيسة الاتحاد الأوروبي فنلندا الأمين العام للأمم المتحدة كوفي أنان لحضور الاجتماع يوم 25 أغسطس. قال وزير الدفاع أرتورو باريزي: «كم من الأحذية [هل هناك] من بلدان أخرى؟ هذا هو الجواب الذي يهم». قدر داليما أن التزام إيطاليا - وهو أكبر التزام حتى الآن من قبل أي دولة - سيمثل نحو ثلث إجمالي المبلغ المرسل من أوروبا. من شأن ذلك أن يضع الوحدة الأوروبية في أي مكان يتراوح بين 6000 و9000 جندي في قوة مأذون بها من الأمم المتحدة ليصل مجموعها إلى 15000 جندي. تعتبر الوحدات الأوروبية حيوية إذا ما أريد للأمم المتحدة أن تجمع طرفا مقدما قوامه 3500 جندي بحلول 2 سبتمبر.
- قبل المحادثات التي جرت في 24 أغسطس مع نظيره الإسرائيلي قال الديماء أنه حتى إيطاليا لن تكون قادرة على إرسال قوات إلى لبنان طالما أن إسرائيل «تحافظ على إطلاق النار». قال ديليما لصحيفة لا ريبوبليكا بعد يومين من طلب إسرائيل من إيطاليا قيادة هذه القوة «أننا نتوقع من إسرائيل أن تجدد الجهود وهذه المرة ملزمة حقا باحترام وقف إطلاق النار. من الإنصاف أن نتوقع أن يضع حزب الله أسلحته ولكن لا يمكننا إرسال قواتنا إلى لبنان إذا استمر الجيش الإسرائيلي في إطلاق النار». بعيدا عن إيطاليا ستأتي القوات الأوروبية أيضا من إسبانيا وبلجيكا وهولندا. أعرب ديليما عن أمله في أن تعيد فرنسا النظر في عرضها المكون من 200 جندي فقط. كان من المتوقع أن يسهم في الأصل 2000 شخص على الأقل. قال: «في النهاية أعتقد أن الفرنسيين سيحضرون بطريقة أكثر جدية. حتى لو لم تعيد فرنسا النظر فيها فإننا سنمضي قدما». قال أن ألمانيا ستسهم بالموارد المالية و«ميزي» وهي كلمة غامضة بالإيطالية يمكن أن تعني شيئا من المركبات البرية إلى الطائرات. أضاف أن ألمانيا يمكن أن تقدم فرقا متخصصة على الأرض. ذكرت اليونان أن إسهامها في قوة الأمم المتحدة المؤقتة الموسعة التي تضم 15 ألف جندي في لبنان سوف تشمل فرقاطة وطائرة هليكوبتر ومراكب هبوط وقوات خاصة وموظفي دعم. الغرض الرئيسي منها هو تفتيش الشحن إلى الموانئ اللبنانية. لكن من غير المحتمل أن تشمل القوة أي قوات برية.
- قال دبلوماسي من فنلندا أن جهودا تبذل هذا الأسبوع لتعزيز الالتزام الأوروبي. قال: «سنحاول تعظيم مساهمة الاتحاد الأوروبي ونأمل في أن يكون هناك تضامن من الدول الأعضاء». سيجتمع داليما مع وزيرة الخارجية تسيبي ليفني في روما في 24 أغسطس لمناقشة جهود حفظ السلام. أثارت مخاطر البعثة للقوات الإيطالية تحذيرات من معارضة يمين الوسط من أنها يمكن أن تثبت مهمة انتحارية مع وجود قوات حفظ السلام بين إسرائيل وحزب الله المسلح جيدا.

الأمم المتحدة
- قال المبعوث الخاص للأمم المتحدة إلى سوريا ولبنان أنه يمكن أن يأخذ الجيش اللبناني والقوات الدولية من شهرين إلى ثلاثة أشهر لملء «فراغ أمني» في جنوب لبنان وحذرت من أن «أعمالا غير مقصودة» يمكن أن تجدد القتال. قال تيري رود لارسن: «هناك الآن فراغ أمني تحاول الحكومة اللبنانية ملؤه» بمساعدة القوات الدولية. «لكني أعتقد بشكل واقعي أننا سنصل إلى مثل هذا الفراغ في لبنان خلال الشهرين أو الثلاثة أشهر المقبلة. الوضع لا يزال هشا للغاية... الحوادث غير المقصودة يمكن أن تبدأ العنف المتجدد والتي قد تتصاعد وتخرج عن السيطرة».
- قال تقرير فرنسي أن قوات حفظ السلام المنتشرة في لبنان من المحتمل أن يكون لها الحق في إطلاق النار للدفاع عن نفسها وحماية المدنيين ولكن سيتم منعها من البحث بنشاط عن أسلحة حزب الله. قالت صحيفة لوموند أنها حصلت على نسخة من وثيقة من 21 صفحة تنص على قواعد الاشتباك المؤقتة للقوة التي تم تعزيزها حديثا بموجب قرار من مجلس الأمن الدولي. أضافت الصحيفة أن الوثيقة التي لم تتم الموافقة عليها بعد تم ختمها بأنها "الأمم المتحدة مقيدة". لم ترد وزارة الخارجية فورا على النداءات التي طلبت تأكيدها. يبدو أن الوثيقة المذكورة في صحيفة لوموند لم ترض البلدان الأوروبية حيث تم توزيعها على جميع البلدان المساهمة المحتملة في 18 أغسطس وفقا للتقرير. نقلت الصحيفة عن لي موند قوله أن "قوات حفظ السلام ستعمل في معظمها على نحو دفاعي على الرغم من أنها ستطهر" باستخدام القوة المناسبة والمصداقية (...) إذا لزم الأمر". سوف يؤذن للقوة بمنع الأنشطة العدائية في منطقة عازلة في جنوب لبنان لمواجهة أي شخص يحاول منع حفظة السلام من الاضطلاع بولايتهم و"حماية المدنيين في خطر مباشر من العنف الجسدي" حسبما قالت لوموند مستشهدة بالوثيقة.
- قال المبعوث الخاص للأمم المتحدة تيري رود لارسن أن هناك مؤشرات من كبار المسؤولين اللبنانيين على أنهم سيطلبون المساعدة في مراقبة المعابر وأن المجتمع الدولي سوف يلتفت إلى مثل هذه الطلبات. قال أن حوالي ألفي جندي لبناني نشروا على طول الحدود مع سوريا. كما أن قرار مجلس الأمن الدولي رقم 1701 الذي ينص على وقف إطلاق النار يطالب بتعيين حدود لبنان خاصة من أجل حل نزاع حول مزارع شبعا بالقرب من الحدود بين لبنان وإسرائيل وسوريا.

الاتحاد الأوروبي
- اجتمعت اللجنة السياسية والأمنية بالاتحاد الأوروبي في جلسة طارئة لتسوية مساهمة أوروبا في قوة الأمم المتحدة المؤقتة في لبنان التي يتم تجميعها معا بعد قرار مجلس الأمن الدولي الذي اتفق عليه في وقت سابق من هذا الشهر والذي دعا إلى وقف لإطلاق النار في الصراع المستمر منذ شهر بين إسرائيل وحزب الله.

الجيش الإسرائيلي
- تقوم القوات الإسرائيلية في جنوب لبنان بتسليم الأراضي التي تم الاستيلاء عليها في النزاع إلى قوة الأمم المتحدة المؤقتة في لبنان حيث أن قوات الجيش اللبناني تتحرك إلى المنطقة للمرة الأولى منذ عقود.

إسرائيل
- تريد إسرائيل أن تقوم قوات الأمم المتحدة بمراقبة المعابر الحدودية بين لبنان وسوريا لمنع تهريب الأسلحة. قال رئيس الوزراء إيهود أولمرت إن إقامة بعض القوة الدولية عند المعابر الحدودية ومطار بيروت سيمكن إسرائيل من رفع حصارها الجوي والبحري على لبنان.

سوريا
- رفض الرئيس السوري بشار الأسد المطالب الإسرائيلية بنشر قوات دولية على الحدود اللبنانية السورية لوقف ما تقول إسرائيل أنه تهريب الأسلحة إلى حزب الله. قال الأسد: «لن يكون هناك رسم للحدود في مزارع شبعا قبل أن تغادرها القوات الإسرائيلية. إن انتصار حزب الله كان كافيا لتعليم إسرائيل درسا وأن عزلة سوريا فشلت وأن كل من يحاول عزل سوريا يعزل نفسه عن القضايا الأساسية».

## 23 أغسطس
باكستان
- طالبت باكستان والأردن بشدة بالانسحاب الفوري للقوات الإسرائيلية من لبنان وحثت المجتمع الدولي على دعم بيروت في استعادة السيطرة الكاملة على الجنوب الذي مزقته الحرب. ظهر هذا التصميم بعد اجتماع بين الرئيس برويز مشرف والملك الأردني عبد الله الثاني بن الحسين. عقد الزعيمان اجتماعا واحدا حول محادثات وانضم إليهما فيما بعد مساعدوهما. ناقش الزعماء الوضع في الشرق الأوسط وأدانوا العدوان الصارخ لإسرائيل. نقلت الصحيفة عن قصر الرئاسة قوله أن: "الأزمة الأخيرة في لبنان تؤكد ضرورة التوصل إلى حل عادل ودائم وشامل للصراع الفلسطيني الإسرائيلي" مؤكدا أنه يأمل في أن يساعد المجتمع الدولي الحكومة اللبنانية "في توسيع سيادتها وسيطرتها على جميع حدودها من خلال ضمان انسحاب القوات الإسرائيلية من لبنان وإيجاد حل شامل لوقف دائم لاطلاق النار وحث مشرف المجتمع الدولي ومنظمة (منظمة المؤتمر الإسلامي) تقديم مساعدات سخية لكل من لبنان والسلطة الوطنية الفلسطينية لجهودهم في إعادة البناء وإعادة التأهيل". تسبب لنا فقدان عدد كبير من الأرواح البريئة والتدمير الشامل في لبنان نتيجة للهجوم الإسرائيلي الصارخ وإلى اليأس" مضيفا أن باكستان التي لا تعترف بالدولة اليهودية تقول أنها أولد ينظر في المشاركة في قوة الأمم المتحدة في جنوب لبنان إذا كانت قواتها "موضع ترحيب" من قبل جميع أطراف النزاع.

سوريا
- قال بشار الأسد لقناة دبي أن: «نشر قوات دولية على الحدود اللبنانية السورية لوقف ما تقول إسرائيل أنه تهريب الأسلحة إلى حزب الله سيكون انسحابا للسيادة اللبنانية وموقف عدائي». يرى الأسد أن نشر قوات دولية على طول الحدود اللبنانية-السورية تحرك عدائي تجاه بلاده كما أفادت وكالة أنباء أسوشيتد برس. أضاف: «هذا يعني أولا خلق ظروف معادية بين سوريا ولبنان. ثانيا إنه تحرك عدائي تجاه سوريا وبطبيعة الحال سيخلق مشاكل. إن نشر قوات الأمم المتحدة على طول حدود بلاده ينفي سيادة لبنان. لا تقبل أي دولة في العالم وجود جنود من جنسيات أخرى تقوم بدوريات على حدودها. إنهم يأخذون السيادة بعيدا عن الحكومة اللبنانية ويعطيونها لقوات أخرى بينما يتحدثون عن نشر هذه السيادة». قال وزير الخارجية الفنلندي أركي توميوجا أنه أبلغه نظيره السوري وليد المعلم أن سوريا ستغلق حدودها مع لبنان إذا ما قامت الأمم المتحدة الإضافية بنشر القوة هناك. حدود لبنان البرية الوحيدة هي مع سوريا وإسرائيل. تجدر الإشارة إلى أن الحدود اللبنانية الإسرائيلية أغلقت منذ اندلاع الحرب في يوليو بين إسرائيل ومسلحين من حزب الله ومن ثم فإن الإغلاق السوري سيقطع كل الأراضي إلى لبنان. قبلت الحكومة اللبنانية نشر الأمم المتحدة الذي يعد جزءا من اتفاق لوقف إطلاق النار الذي أنهى الأعمال العدائية في 14 أغسطس. بموجب هذا الاتفاق من المفترض أن تساعد قوة الأمم المتحدة الجيش اللبناني في تأمين حدود البلاد في جزء منه لمنع إعادة تزويد حزب الله. سوف يزيد عدد الجنود الجدد البالغ عددهم 15 ألف جندي قوة صغيرة تابعة للأمم المتحدة بالفعل على الأرض والقوات اللبنانية التي يتم إرسالها بالفعل إلى جنوب لبنان معقل حزب الله منذ فترة طويلة. أنهى الأسد احتلال الجيش السوري للبنان منذ 30 عاما تقريبا في أبريل 2005 بعد موجة من الاضطرابات والاحتجاجات المعادية للسوريا التي أثارها اغتيال رئيس الوزراء اللبناني السابق رفيق الحريري. انسحبت سوريا من لبنان عام 2005 لكنها لا تزال تمارس النفوذ من خلال الأحزاب المحلية بما في ذلك حزب الله المنظمة المهيمنة في القرى والأحياء الشيعية.

لبنان
- حث رئيس الوزراء اللبناني الولايات المتحدة على «الضغط على إسرائيل» لإنهاء الحصار الجوي والبحري الذي استمر منذ نهاية الحرب قبل عشرة أيام. قال فؤاد السنيورة أن المساعدة الأمريكية ستكون موضع تقدير لإعادة الإعمار في أعقاب الحرب التي دامت 34 يوما بين ميليشيات حزب الله اللبناني والجيش الإسرائيلي التي دمرت البنية التحتية الرئيسية وآلاف المنازل. قال السنيورة: «يمكن للولايات المتحدة أن تفعل المزيد على مستوى المساعدات المالية ويمكن للولايات المتحدة أن تفعل أكثر بكثير على مستوى المساعدات السياسية للبنان». رحب رئيس الوزراء بالوعود التي قدمها الرئيس الأمريكي جورج ووكر بوش يوم 21 أغسطس الماضي لمجموعة مساعدات بعد الحرب قيمتها 230 مليون دولار أمريكي (180 مليون يورو، 122 مليون جنيه استرليني). قال السنيورة: «طلبت تفاصيل» مضيفا أن لبنان سيواصل الضغط على أعضاء الكونجرس الأمريكي للحصول على «مساعدة أكبر». تقدمت حكومات دول الخليج العربي بتعهدات أكبر ويتوقع المزيد من الجهات المانحة الدولية الأخرى في الأيام المقبلة. قال السنيورة إن الحكومة الأمريكية يمكن أن تساعد أكثر من خلال إقناع حليفها إسرائيل «برفع الحصار» الذي لا يزال يعوق الإغاثة على نطاق واسع في المناطق التي دمرتها الحرب. قال مسؤولون من مكتب السنيورة إن الحكومة اللبنانية يمكن أن تقبل «المساعدة التقنية» من أعضاء غير مسلحين من قوة الأمم المتحدة المؤقتة في لبنان من أجل التحكم بشكل أفضل في تدفق البضائع من سوريا. لم يتم نشر قوات اليونيفيل الحالية إلا على طول الحدود اللبنانية مع إسرائيل. وقف إطلاق النار يعطي الجيش اللبناني - بدعم من اليونيفيل - احتكار المهام العسكرية في جنوب لبنان بما في ذلك حمل الأسلحة وارتداء الزي الرسمي.
- تسببت الانفجارات التي وقعت في جنوب لبنان والتي نجمت عن بقايا الذخائر الإسرائيلية في مقتل جندي إسرائيلي وثلاثة جنود لبنانيين في حوادث منفصلة. قال الجيش اللبناني أن الجنود اللبنانيين كانوا يحاولون تفكيك الذخائر غير المنفجرة عندما انفجرت المتفجرات وقتلت ثلاثة منهم. أعلنت قوات الدفاع الإسرائيلية أن جنديين إسرائيليين أصيبا بجروح مساء اليوم الاثنين في انفجار لغم أسفر عن مقتل جندي إسرائيلي وإصابة ثلاثة آخرين بجروح خطيرة. وفقا لصحيفة هآرتس الإسرائيلية يبدو أن الحادث وقع عندما ركبت دبابة الجنود على منجم عسكري إسرائيلي قديم.

إسرائيل
- قال رئيس الوزراء الإسرائيلي إيهود أولمرت أن الحصار سيستمر حتى يتمركز جنود حفظ السلام الدوليون في مطار بيروت وعلى طول الحدود اللبنانية مع سوريا. تعتبر هذه الحدود الشمالية الشرقية الطريق الرئيسي لدخول الأسلحة التي يزودها إيران والتي يستخدمها حزب الله. وصفت وزيرة الخارجية الإسرائيلية تسيبي ليفني الوضع في لبنان بأنه «متفجر» وحثت المجتمع الدولي على العمل بسرعة لنشر قوات حفظ السلام.
- رفض مارك ريجيف المتحدث باسم وزارة الخارجية الإسرائيلية رفضا قاطعا إدعاء منظمة العفو الدولية بأن إسرائيل «تصرفت خارج القواعد الدولية والشرعية الدولية فيما يتعلق بقواعد الحرب». خلافا لحزب الله قال إن إسرائيل لم تستهدف السكان المدنيين كما أنها لم تستهدف البنية التحتية المدنية اللبنانية بشكل عشوائي. أضاف: «لقد كان عملنا صعبا جدا لأن حزب الله تبنى سياسة متعمدة لوضع نفسه داخل المناطق المدنية وكسر أول تمييز أساسي في ظل قواعد الحرب عن طريق تعريض المدنيين عمدا للخطر. بموجب قواعد الحرب يحق لك قانونيا استهداف البنية التحتية التي يستغلها عدوك لحملته العسكرية».

حزب الله
- كانت المخاوف من استمرار قدرة حزب الله على شن حرب مع إسرائيل قد بذلت جهودا لتشكيل اليونيفيل الجديد «القوي» الذي يهدف إلى التوسع من 2000 إلى 15000 جندي في إطار اتفاق وقف إطلاق النار بوساطة الأمم المتحدة. إلا أن مقاتلي حزب الله ما زالوا مسلحين وزي رسميين في مناطق شيعية أخرى مثل الضواحي الجنوبية لبيروت وسهل البقاع بالقرب من سوريا.

الاتحاد الأوروبي
- من المقرر أن يبحث وزراء خارجية الاتحاد الأوروبي مساهمات محتملة للقوات في اجتماع يعقد في 25 أغسطس في بروكسل. أعرب السنيورة عن أمله في الحصول على مزيد من الالتزام من فرنسا التي لم ترسل سوى 200 مهندس عسكري إضافي لكنه أضاف أن لبنان «يقدر كثيرا» عرض إيطاليا أن تأخذ زمام المبادرة وترسل ثلاثة آلاف جندي. قال إن الحكومة اللبنانية ستستمع إلى المخاوف الأوروبية بشأن قواعد الاشتباك لقوة حفظ السلام.

الأمم المتحدة
- سيتوجه الأمين العام للأمم المتحدة كوفي أنان إلى الشرق الأوسط يوم 25 أغسطس لدفع إتفاق وقف إطلاق النار بين إسرائيل ومقاتلي حزب الله في لبنان. سيزور أنان إسرائيل ولبنان وقطر وتركيا والسعودية ومصر والأردن وسوريا وإيران وسيتحدث مع السلطة الوطنية الفلسطينية. قال المتحدث باسم أنان ستيفان دوجاريك للصحفيين أن "محور الرحلة" سيكون تنفيذ قرار الأمم المتحدة رقم 1701. أضاف: "إذا ظهرت قضايا أخرى فإنها ستخرج". وصف قائد قوات حفظ السلام التابعة للأمم المتحدة في لبنان وقف إطلاق النار بين إسرائيل وحزب الله بأنه "هش للغاية" و"خطير" وقال أن قوة دولية موسعة لن تنزع سلاح حزب الله وفقا لما ذكرته وكالة أنباء أسوشيتيد برس. قال اللواء ألين بيلغريني قائد القوة المكونة من 2000 فرد للصحافيين في مقر اليونيفيل في البلدة الساحلية: "لا يمكن للإسرائيليين أن يطلبوا من قوة الأمم المتحدة المؤقتة في لبنان نزع سلاح حزب الله. من الناقورة وفقا لفرانس برس سيتوجه أنان إلى المنطقة بعد اجتماعه مع قادة الاتحاد الأوروبي في بروكسل في 25 أغسطس حول مساهمة الاتحاد الأوروبي في جنوب لبنان.
- قال برنامج الأمم المتحدة الإنمائي أن الهجمات طمست معظم التقدم الذي أحرزه لبنان في التعافي من الدمار الذي خلفته سنوات الحرب الأهلية. قال جان فابر المتحدث باسم المنظمة في جنيف للصحافيين: «إنه تم القضاء على 15 عاما من العمل في غضون شهر». هناك مسألة ملحة أخرى تقول مجموعات المساعدات إنها عدد القنابل غير المنفجرة من القنابل العنقودية التي تنفجر القرى الجنوبية. صرح تيكيميتي جيلبرت رئيس العمليات في فريق الأمم المتحدة للألغام للصحافيين في صور: «حتى الآن هناك ما لا يقل عن 170 ضربة عنقودية بالقنابل العنقودية في جنوب لبنان وإنها مشكلة كبيرة وهناك مخاطر واضحة مع الناس والأطفال والسيارات الناس يتغلبون على هذه الأمور». يقول مسؤولون في الأمم المتحدة إن ما لا يقل عن خمسة أطفال لقوا مصرعهم عن طريق التقاط القنابل المتفجرة المتناثرة حول القنابل العنقودية.
- ذكر تقرير صادر عن مركز الأمم المتحدة لتنسيق الأعمال المتعلقة بالألغام والذي يوجد به موظفون في لبنان يبحثون عن ذخائر غير منفجرة أنه عثر على قنبلة غير منفجرة من بينها مئات الأنواع الأمريكية في 249 موقعا جنوب نهر الليطاني. ذكر التقرير أن الذخائر الأمريكية التي تم العثور عليها تضم 559 من طراز إم 42 - وهي قنبلة مضادة للأفراد استخدمت في قذائف مدفعية من عيار 105 مليمتر. 663 M-77 وهي ذخيرة صغيرة عثر عليها في صواريخ M-26 و5 بلو-63s وهي قنبلة وجدت في القنبلة العنقودية كبو-26. كما تم العثور على 608 M-85s وهي ذخيرة إسرائيلية الصنع. تكون الذخائر الصغيرة غير المنفجرة الموجودة في لبنان على الأرجح مجرد جزء بسيط من العدد الإجمالي الذي انخفض. يمكن أن تحتوي الذخائر العنقودية على عشرات أو حتى مئات الذخيرة العنقودية المصممة لتنفجر لأنها تنتشر حول منطقة واسعة. هي فعالة جدا ضد وحدات إطلاق الصواريخ أو القوات البرية.

إيطاليا
- قال رئيس الوزراء الإيطالي رومانو برودي أن قوات بلاده مستعدة لقيادة القوة المتعددة الجنسيات بمجرد تحديد التركيبة وتحديد دورها بوضوح. أعرب عن اعتقاده أنه «من الملح» اتخاذ قرار قريبا لأن وقف إطلاق النار بين إسرائيل وحزب الله هشا. قالت إسرائيل أنها لن تنسحب من لبنان حتى تصل القوات الدولية. قال رئيس الوزراء «إنني على ثقة ببيانهم». قال برودي أنه أوضح أنان أنه يتعين على جميع أعضاء مجلس الأمن ليس فقط تأييد سياسي للجهد بل أيضا تقديم قوات.

منظمة العفو الدولية
- اتهمت منظمة العفو الدولية إسرائيل بارتكاب جرائم حرب في معركتها التي استمرت شهرا مع حزب الله قائلة أن حملتها التفجيرية بلغت هجمات عشوائية على البنية التحتية المدنية والسكان في لبنان. قالت منظمة العفو الدولية وهي منظمة حقوق الإنسان التي تتخذ من لندن مقرا لها في تقرير عن الحملة الإسرائيلية أن «العديد من الانتهاكات التي تم بحثها في هذا التقرير هي جرائم حرب تثير مسؤولية جنائية فردية. إنها تشمل الهجوم المباشر على أهداف مدنية والقيام بهجمات عشوائية أو غير متناسبة. خلال أكثر من أربعة أسابيع من القصف الجوي من جانب القوات المسلحة الإسرائيلية تعرضت البنية التحتية للبلاد لتدمير على نطاق كارثي مؤكدا أن هذا جزء لا يتجزأ من الاستراتيجية العسكرية. القوات الإسرائيلية قصفت المباني في الأرض مما أدى إلى خفض الأحياء بأكملها إلى الأنقاض وتحويل القرى والبلدات إلى مدن أشباح حيث هرب سكانها من القصف». كانت الطرق الرئيسية والجسور ومحطات البنزين انفجرت. قتلت عائلات بأكملها في غارات جوية على منازلهم أو في سياراتهم أثناء فرارهم من الهجمات الجوية على قراهم. تندرج العشرات تحت دفن منازلهم منذ أسابيع حيث تم منع الصليب الأحمر وغيره من عمال الإنقاذ من الوصول إلى المناطق من خلال استمرار الغارات الإسرائيلية«. ذكر تقرير منظمة العفو الدولية أن القوات الجوية الإسرائيلية نفذت أكثر من ذلك أكثر من 7000 هجمة جوية في حين أطلقت البحرية 2500 قذيفة وقدر عدد القتلى وفقا لإحصاءات الحكومة اللبنانية بحوالي 1883 قتيلا معظمهم من المدنيين وحوالي ثلثهم من الأطفال و4054 جريح و970،000 نازح من أصل عدد السكان يقل قليلا عن أربعة ملايين». تفيد البيانات الواردة من مسؤولين عسكريين إسرائيليين أن تدمير البنية التحتية كان في الواقع هدفا للحملة العسكرية وقال: «في القرية بعد القرية كان النمط متشابه: كانت الشوارع وخاصة الشوارع الرئيسية مشحونة بحفر مدفعية على طولها. في بعض الحالات تم تحديد آثار القنبلة العنقودية. المنازل اختيرت من أجل هجمات صاروخية موجهة بدقة ودمرت كليا أو جزئيا نتيجة لذلك والمباني التجارية مثل محلات السوبر ماركت أو متاجر المواد الغذائية والسيارات ومحطات الخدمة ومحطات الوقود. مع انقطاع التيار الكهربائي وعدم وصول الأغذية وغيرها من اللوازم إلى القرى لعب تدمير محلات السوبر ماركت ومحطات البنزين دورا حاسما في إجبار السكان المحليين على الرحيل». قال تقرير لمنظمة العفو الدولية إن الدمار الواسع النطاق للشقق والمنازل والكهرباء والمياه والطرق والجسور والمصانع والموانئ بالإضافة إلى العديد من التصريحات التي أدلى بها المسؤولون الإسرائيليون اقترح سياسة معاقبة الحكومة اللبنانية والسكان المدنيين في محاولة ليحولوا إلى حزب الله. قال التقرير: «إن الدليل يشير بقوة إلى أن الدمار الواسع للأعمال العامة وأنظمة الطاقة والمنازل المدنية والصناعة كان جزءا متعمدا ومتكاملا من الاستراتيجية العسكرية بدلا من الأضرار الجانبية». كما أشار البيان إلى أن رئيس الأركان الإسرائيلي الجنرال دان هالوتز وصف حزب الله بأنه «سرطان» يجب على لبنان التخلص منه «لأنهم إذا لم يفعلوا ذلك فإن بلادهم ستدفع ثمنا باهظا». جاء تقرير منظمة العفو الدولية في عدد من وكالات المعونة الدولية وحقوق الإنسان التي استخدمت الهدوء الحالي في القتال لتقييم الضرر.

الجيش الإسرائيلي
- قال الجيش الإسرائيلي إنه أطلق قذائف مدفعية من أراضي مزارع شبعا المتنازع عليها على قرية شبعا اللبنانية. لم ترد تقارير عن وقوع إصابات.

## 24 أغسطس
فرنسا
- كان رئيس فرنسا جاك شيراك زاد من التزام بلاده بالقوات في لبنان وسط الانتقادات المتزايدة بأن فرنسا فشلت في القيام بما فيه الكفاية لضبط وقف إطلاق النار الذي ساعدته في التوسط. قال شيراك في خطاب بثه التليفزيون أن فرنسا ستسهم بكتيبتين وبذلك يصل عدد الجنود الفرنسيين على الأرض إلى 2000 شخص بعد الحصول على ضمانات من الأمم المتحدة حول كيفية عمل القوات. في الوقت نفسه كرر شيراك عرضا فرنسيا يقود البعثة. قال شيراك: «إن فرنسا مستعدة إذا ما رغبت الأمم المتحدة في مواصلة قيادة هذه القوة» وأن عدد القوات يمكن تنقيحه خلال الأشهر الستة القادمة. حيث يتحمل الجميع كل الصعوبات ستتحمل فرنسا مسؤولياتها في لبنان«. تتعرض أوروبا لضغوط لارتكاب قوات في جزء منها لأن مساهمات بعض الدول التي هي في الغالب مسلمة غير مقبولة لإسرائيل ولكن تظل الشكوك حول ما إذا كان الأوروبيون مستعدون لتتناسب مع دعواتهم من أجل السلام في الشرق الأوسط مع الالتزام العسكري اللازم ودعا شيراك إلى تقسيم عادل للعمل في إنشاء قوة حفظ سلام». لقد تحدثت مع زملائي لإقناعهم بالقيام بدورهم في هذا وقال إن هناك سببا آخر للحذر بين الأوروبيين والفرنسيين على وجه الخصوص هو تاريخهم الدموي في عمليات حفظ السلام الأخيرة. فقدت فرنسا الجنود أثناء عمليات حفظ السلام في البوسنة والهرسك وفي رواندا 1994. كما فقدت فرنسا 58 من حفظة السلام في هجوم شنه حزب الله في بيروت في عام 1983 وقتل أيضا 241 أمريكيين. قال الرئيس الفرنسي جاك شيراك أن فرنسا مستعدة لإرسال 1600 جندي إضافي لتعزيز قوة الأمم المتحدة في لبنان. كانت فرنسا عرضت في البداية فقط مضاعفة قوتها في لبنان إلى 400 مخيبة لآمال العديد من دبلوماسيي الأمم المتحدة الذين كانوا يتوقعون من باريس تقديم العمود الفقري للبعثة. بيد أن فرنسا قررت إرسال المزيد من القوات بعد الحصول على تأكيدات من الأمم المتحدة بأن القوات سوف تكون قادرة على الدفاع عن نفسها بشكل كامل إذا تعرضت للهجوم ويمكنها استخدام القوة لحماية المدنيين. قال شيراك في خطابه التليفزيوني: «سيتم وضع ألفي جندى فرنسي تحت الأمم المتحدة في لبنان وأن فرنسا مستعدة إذا ما رغبت الأمم المتحدة في مواصلة قيادة هذه القوة». كان شيراك استخدم برامج بث وطنية قبل أن يعرض وجهات نظره حول الأزمات الدولية وخاصة العراق كما أن تعامله مع الحرب اللبنانية قد عزز شعبيته المتخلفة. قبل هذا العنوان ترأس اجتماعا مع رئيس الوزراء دومينيك دو فيلبان ووزراء الخارجية والدفاع وأوروبا والداخلية. بعد أن أخذت فرنسا زمام المبادرة في الجهود الدبلوماسية لإنهاء الحرب في لبنان كان من المتوقع أن تتولى قيادة قوة الأمم المتحدة المؤقتة في لبنان الجديدة التي وافق عليها مجلس الأمن التابع للأمم المتحدة. في الوقت الحالي يتولى الجنرال الفرنسي آلان بيلغريني قيادة اليونيفيل. قال أوكلي مراسل قناة سي إن إن أن شيراك يتعرض لضغوط لإرسال المزيد من القوات لأن الفرنسيين يشعرون بأن لهم علاقة خاصة مع لبنان لأنهم كانوا في الأساس تحت قيادة الأمم المتحدة. أشار أوكلي إلى أن شيراك شعر أيضا باغتصاب برودي. قال: «إن فرنسا لعبت دورا رئيسيا في الدفع من أجل التوصل إلى قرار لوقف إطلاق النار بيد أن هذا لن يتحقق أبدا دون التزام بقوة حفظ سلام دولية. شيراك يبرر التزاما إضافيا بالقول أن قواعد الاشتباك لقوة حفظ السلام التابعة للأمم المتحدة وسلاسل القيادة تم توضيحها الآن وأعتقد أن وزراء خارجية الاتحاد الأوروبي سيضغطون أيضا على أنان لمواصلة وتوضيح قواعد الاشتباك هذه». كانت مصارعة الأسلحة الدبلوماسية المثيرة للاهتمام وراء الكواليس. حرص الإيطاليون على إقامة وثائق تفويضهم مع العالم العربي كما يعتقد برودي أن سلفه سيلفيو بيرلسكوني ارتكب خطأ كبيرا في دعم الجهود الأمريكية البريطانية في العراق. توقع برودي أن يكون له دور قيادي في لبنان وقال إنه تحدث إلى بوش الذي كان إيجابيا ورحب بوش بالقيادة المستمرة من فرنسا حتى يلعب كلتا الطريقتين.

الأمم المتحدة
- ذكرت مفوضية الأمم المتحدة لشؤون اللاجئين في بيان لها أن العاملين في المجال الإنساني التابع للأمم المتحدة قاموا بتوزيع المساعدات على السكان في مختلف القرى اللبنانية التي تضررت من القصف الإسرائيلي الذي استمر شهرا. وجدت دراسة استقصائية شملت 18 قرية في منطقة النبطية في جنوب شرق لبنان أن هناك نقصا في المياه وفشل المحاصيل على نطاق واسع والحاجة إلى مواد الإغاثة الأساسية. قال البيان أن العمال سلموا البطانيات والفرش والخيام وغيرها من مستلزمات المعيشة الأساسية. وزعت المفوضية خيام على 30 موقعا بالقرب من مدينة صور الساحلية. من المتوقع وصول المزيد من الإمدادات بما في ذلك ست حمولات من مواد الإغاثة من سوريا وأربع حمولات مقطورة من سفينة فرنسية إلى 25 أغسطس.
- قال وزير الخارجية الفنلندي أركي توميوجا الذي تتولى بلاده الرئاسة الدورية للاتحاد الأوروبي أن تعزيزات قوة حفظ السلام التابعة للأمم المتحدة قد تكون وشيكة. قال توميوجا في برلين: «نود أن نرى التعزيزات الأولى لليونيفيل تصل في غضون أسبوع إن أمكن».

الولايات المتحدة
- قال رئيس الولايات المتحدة جورج دبليو بوش لرئيس الوزراء الإيطالي رومانو برودي عبر الهاتف أن واشنطن تميل إلى حلفاء آخرين لتقديم قوات وتحدث عن وجهة نظره «الإيجابية» حول عرض إيطاليا قيادة القوة.
- قال مسؤولان أن وزارة الخارجية الأمريكية تحقق في ما إذا كان استخدام إسرائيل للقنابل العنقودية الأميركية الصنع في جنوب لبنان ينتهك اتفاقات سرية مع الولايات المتحدة تقيد متى يمكن أن تستخدم هذه الأسلحة. بدأ التحقيق الذي أجراه مكتب مراقبة التجارة في وزارة الدفاع هذا الأسبوع بعد أن أفادت التقارير بأن ثلاثة أنواع من الذخائر العنقودية الأمريكية وهي أسلحة مضادة للأفراد تطلق قنابل على منطقة واسعة عثر عليها في مناطق كثيرة من جنوب لبنان وهي مسؤولة عن إصابات المدنيين. قال المتحدث باسم وزارة الخارجية غونزالو غاليغوس: «لقد استمعنا إلى الإدعاءات بأن هذه الذخائر كانت مستخدمة ونحن نسعى إلى مزيد من المعلومات». رفض الإدلاء بمزيد من التفاصيل. قال عدد من المسؤولين الحاليين والسابقين إنهم يشككون في أن التحقيقات ستؤدي إلى فرض عقوبات على إسرائيل ولكن القرار الذي سيتوجه إليها قد يهدف إلى مساعدة إدارة بوش على تخفيف الانتقاد من الحكومات والمعلقين العرب حول دعمها للعمليات العسكرية الإسرائيلية. لم يعلن عن التحقيق علانية. أكدت وزارة الخارجية الأمريكية ذلك ردا على أسئلة. قال المسؤولون أنه بالإضافة إلى التحقيق في استخدام الأسلحة في جنوب لبنان أصدرت وزارة الخارجية شحنة من الصواريخ المدفعية من طراز ام - 26 وهو سلاح عنقودي يسعى إليها إسرائيل خلال الصراع. من المرجح أن يركز التحقيق على ما إذا كانت إسرائيل أبلغت الولايات المتحدة بشكل صحيح باستخدامها الأسلحة وما إذا كانت الأهداف عسكرية بحتة. قال المسؤولون أن وزارة الخارجية تعتمد حتى الآن على تقارير من الأمم المتحدة ومنظمات غير حكومية في جنوب لبنان. قال المتحدث باسم السفارة الإسرائيلية ديفيد سيجيل: «لم نطلع على أي تحقيق من هذا القبيل وعندما نكون سعداء بالرد». تم منح المسئولين عدم الكشف عن هويتهما لبحث التحقيق لأنه يتضمن قضايا دبلوماسية حساسة واتفاقات ظلت سرية لعدة سنوات. الاتفاقات التي تحكم استخدام إسرائيل للذخائر العنقودية الأمريكية تعود إلى السبعينيات عندما وقعت أول عملية بيع للأسلحة ولكن تفاصيلها لم تؤكد قط. تم التوقيع على الاتفاقية الأولى في عام 1976 ثم أعيد تأكيدها لاحقا في عام 1978 بعد توغل إسرائيل في لبنان. ذكرت تقارير الأخبار على مر السنين أنها تتطلب استخدام الذخائر فقط ضد الجيوش العربية المنظمة والأهداف العسكرية المحددة بوضوح في ظل ظروف مماثلة للحرب العربية الإسرائيلية عام 1967 وعام 1973. وجد تحقيق في الكونغرس بعد غزو إسرائيل عام 1982 للبنان أن وقد استخدمت إسرائيل الأسلحة ضد المناطق المدنية انتهاكا للاتفاقات. ردا على ذلك فرضت إدارة رونالد ريغان حظرا لمدة ست سنوات على زيادة مبيعات الأسلحة العنقودية إلى إسرائيل.
- اعترف المسؤولون الإسرائيليون فور بدء هجومهم في 12 يوليو بأنهم يستخدمون الذخيرة العنقودية ضد مواقع الصواريخ وأهداف عسكرية أخرى. بينما كانت مواقع حزب الله مخبأة في كثير من الأحيان في المناطق المدنية قال مسؤولون إسرائيليون إن نيتهم كانت استخدام القنابل العنقودية في الأراضي المفتوحة. حذر مسؤولو إدارة بوش إسرائيل من تجنب وقوع ضحايا بين المدنيين إلا أنهم لم يقدموا احتجاجات عامة ضد استخدام الأسلحة العنقودية. يقول المسؤولون الأمريكيون أنه لم يتضح بعد ما إذا كانت الأسلحة التي يستخدمها الجيش الأمريكي تستخدم أيضا ضد المناطق المدنية وتم تزويدها بها من قبل الولايات المتحدة. كما تصنع إسرائيل أنواعها الخاصة من الأسلحة العنقودية. أفادت الأمم المتحدة هذا الأسبوع أن عدد الضحايا المدنيين في لبنان من الذخائر العنقودية والألغام الأرضية والقنابل غير المنفجرة بلغ 30 جريحا وثمانية قتلى.
- يقول المسؤولون أنه من غير المرجح أن يتم العثور على إسرائيل لانتهاك اتفاقية منفصلة وهي قانون مراقبة تصدير الأسلحة الذي يتطلب من الحكومات الأجنبية التي تتلقى أسلحة أمريكية استخدامها للدفاع الشرعي عن النفس. أشار المسؤولون إلى أن التأكيد على أن الحملة الإسرائيلية ضد حزب الله لا تشكل دفاعا عن النفس سيكون صعبا خاصة في ضوء دعم الرئيس بوش المعلن علنا للعمل الإسرائيلي بعد أن هاجم مقاتلو حزب الله عبر الحدود. حتى لو تبين أن إسرائيل انتهكت الاتفاق المصنف الذي يشمل القنابل العنقودية فإنه ليس من الواضح ما هي الإجراءات التي قد تتخذها الولايات المتحدة. في عام 1982 تم تعليق تسليم القذائف العنقودية إلى إسرائيل بعد شهر من غزو إسرائيل للبنان بعد أن قررت إدارة ريغان أن إسرائيل استخدمتهم ضد المناطق المدنية. غير أن قرار فرض ما هو وقف اختياري إلى أجل غير مسمى جاء تحت ضغط الكونغرس الذي أجرى تحقيقا طويلا في المسألة. أكدت إسرائيل والولايات المتحدة مجددا القيود المفروضة على استخدام الذخائر العنقودية في عام 1988 ورفعت إدارة ريغان هذا الوقف الاختياري.

إيطاليا
- قال برودي في مقابلة مع إذاعة راي: «أتوقع أن يكون ذلك مترددا أم لا يبتسم أم لا سيكون هناك مساهمة أوروبية وافرة. إن بوش يبذل جهدا قويا للضغط على الدول الصديقة من أجل توسيع عدد المشاركين في البعثة». قال ماسيمو داليما وزير الخارجية الإيطالي في روما أن قواعد الاشتباك واضحة بالفعل بما فيه الكفاية لأن الأمم المتحدة سمحت للقوة باستخدام الأسلحة في الدفاع عن النفس والدفاع عن المدنيين. قال ديليما: «إذا وجدت القوات الدولية نفسها تواجه أعمال عدائية فعليها أن تتفاعل حتما مع القوة كما يتضح من الولاية الدولية. إذا كان شخص ما ينتهك الخط الأزرق بأعمال عدائية فإن القوات الدولية يجب أن تتصرف وفقا لما تنص عليه قواعد الاشتباك». تعهد داليما باستعداد إيطاليا لإنفاذ قرار الأمم المتحدة بشأن لبنان وحث الدول الأعضاء الأخرى في الاتحاد الأوروبي على أن تفعل الشيء نفسه لأن استقرار الشرق الأوسط يجب أن يكون مصدر قلق رئيسي للأوروبيين. قال داليما في مؤتمر صحفي مشترك في روما مع وزير الخارجية الإسرائيلي تسيبي ليفني: «نحن مقتنعون بأن هذا يمكن أن يمثل تغييرا للمنطقة بأسرها».

إسرائيل
- قالت وزيرة الخارجية الإسرائيلية ليفني أن: «هناك فرصة لعصر جديد في لبنان وفرصة لتغيير قواعد اللعبة. إن مصالح لبنان وإسرائيل هي نفسها مصالح المجتمع الدولي».
- إن احتجاج جنود الاحتياط الإسرائيليين الذي يدعو إلى استقالة إيهود أولمرت وإنشاء لجنة تحقيق وطنية بشأن الإخفاقات في الصراع يزداد زخما للوصول إلى عدة مئات بما في ذلك الحركة المؤثرة لجودة الحكومة.

حزب الله
- قتل عشرات الإسرائيليين وجرح المئات في هجمات صواريخ حزب الله وبعضها محمل بالكرات لتعظيم فتكها.

## 25 أغسطس
الاتحاد الأوربي
- تعهدت الدول الأوروبية بالمساهمة بقرابة 7 آلاف جندي في قوة حفظ سلام تابعة للأمم المتحدة في لبنان. عقب اجتماع طارئ لوزراء خارجية الاتحاد الأوروبي في بروكسل قال وزير الخارجية الفرنسي فيليب دوست - بلازي أنه سيتم إرسال ما بين 6500 و7 آلاف جندي. قال الأمين العام للأمم المتحدة كوفي أنان الذي حضر الاجتماع في مؤتمر صحفي «إن أكثر من نصف القوة تم التعهد بها اليوم» في إشارة إلى هدف الأمم المتحدة المتمثل في جمع قوة إجمالية قوامها 15 ألف. قال أنان أن: «أوروبا تقدم العمود الفقري للقوة». قال أنان أنه طلب من فرنسا قيادة القوة حتى نهاية فبراير 2007. بعد ذلك ستقدم إيطاليا القائد القادم.

فرنسا
- في وقت سابق قال الرئيس الفرنسي جاك شيراك أنه لا يعتقد أن قوة الأمم المتحدة في لبنان تحتاج إلى 15 ألف جندي لتأمين السلام في المنطقة وتسمى الرقم المفرط. قال في مؤتمر صحفي مشترك مع المستشارة الألمانية أنجيلا ميركل: «إن شعوري هو أن الرقم الذي طرح في بداية المناقشات - 15 ألف جندي لتعزيز قوة الأمم المتحدة المؤقتة في لبنان - كان رقما مفرطا للغاية». اقتحم حوالي 170 جنديا فرنسيا ميناء الناقورة اللبناني حيث نقلوا معهم 75 قطعة من الأجهزة بما فيها الشاحنات والجرافات وناقلات الجنود المدرعة. يذكر أن القوات مثل ال 50 الذين وصلوا الأسبوع الماضي تتكون من مهندسين سيضعون أساسا لقوات فرنسية إضافية يتوقع أن تعزز قوة الأمم المتحدة الدولية. قال الجنرال كزافييه ماغني من البحرية الفرنسية أنهم سيحافظون على سفينة في الخارج مع قوة الرد السريع المحمولة جوا ومستشفى. قال ماغني إن هذا يستند إلى الدروس المستفادة من الثمانينات عندما تعرضت الثكنات الفرنسية والأمريكية لهجمات في لبنان.

الأمم المتحدة
- ذكرت الأمم المتحدة أن المنازل والحدائق والطرق السريعة في جنوب لبنان تنبأ بقنابل عنقودية لم تنفجر أسقطتها إسرائيل كما أفادت الأنباء أن وزارة الخارجية الأمريكية بدأت تحقيقا. قالت داليا فاران المتحدثة باسم مركز تنسيق الأعمال المتعلقة بالألغام التابع للأمم المتحدة الذي يضم مكتبا في مدينة الميناء الجنوبية: «هناك حوالي 285 موقعا للقنابل العنقودية في جنوب لبنان ولا تزال فرقنا تقوم بعمليات مسح وإضافة مواقع جديدة كل يوم». افتتح مركز الأمم المتحدة لتنسيق الأعمال المتعلقة بالألغام فرعا في صور عام 2003 لمعالجة قضية الألغام الأرضية. منذ وقف إطلاق النار أعاد المكتب توجيه جهوده نحو إزالة القنابل الإسرائيلية غير المنفجرة من المنطقة. قالت: «إننا نجد حوالي 30 موقعا جديدا يوميا». قالت الأمم المتحدة أنه منذ إقفال وقف إطلاق النار بوساطة الأمم المتحدة يوم 14 أغسطس لقى ثمانية لبنانيين مصرعهم بسبب انفجار عبوة ناسفة من بينهم طفلان وأصيب 38 شخصا. قالت فران: «هناك الكثير منهم في المناطق المدنية وفي الأراضي الزراعية وفي منازل الناس ونجد الكثير في مداخل المنازل والشرفات والسقوف. في بعض الأحيان يتم كسر النوافذ ويصلون داخل المنازل». رفض خبراء الأمم المتحدة في إزالة الألغام التعليق على التحقيقات الأمريكية التي تم الإبلاغ عنها حول ما إذا كان استخدام إسرائيل لهذه الأسلحة قد ينتهك القواعد الأمريكية بيد أنها أشارت إلى أنها تنتهك بعض جوانب القانون الدولي. قالت فران: «إنه ليس من غير القانوني استخدام الجنود أو عدوك ولكن وفقا لاتفاقيات جنيف فإن استخدام القنابل العنقودية في المناطق المدنية غير قانوني. لكن الأمر ليس متروكا لنا لتحديد ما إذا كان غير قانوني - أنا مجرد إعطاء الحقائق والسماح للآخرين القيام بتحليل».
- قالت بلجيكا أنها ستقدم 302 جنديا لقوة الأمم المتحدة التي ستدور جنوب لبنان. من المقرر أن تقدم ألمانيا واليونان وإسبانيا وفنلندا والدنمارك تعهدات مماثلة. قال أنان عقب اجتماعه مع رئيس الوزراء البلجيكي جى فيرهوفشتات خلال الاجتماع في بروكسل أنه يأمل في تقديم المزيد من التعهدات. قال: «لقد جئت على أمل أن أترك بروكسل مع عدد كبير من الجنود». قال مراسل سي إن إن أوكلي أن رئيس الوزراء الإسباني من المقرر أيضا أن يلتزم بالقوة من 600 إلى 800 جندي. من المتوقع أن تقدم ألمانيا واليونان مساهمات بحرية ولكن ليسا قوات على الأرض. قال أوكلي: «إن السؤال الكبير هو ما إذا كانت قوة الأمم المتحدة ستطور الزخم اللازم وما إذا كان الأوروبيون سينتجون ما بين 8 إلى 9 آلاف جندي بينهم وبين الأمم المتحدة تأمل في ذلك». في 30 يونيو كانت قوة الأمم المتحدة المؤقتة في لبنان تتألف من 1990 جنديا من الصين وفرنسا وغانا والهند وأيرلندا وإيطاليا وبولندا وأوكرانيا وفقا لموقع الأمم المتحدة على الشبكة العالمية.
- قال أنان إن قرار مجلس الأمن الدولي رقم 1701 لا يتطلب نشر قوات الأمم المتحدة على الحدود وأن الجيش اللبناني وليس قوات الأمم المتحدة سوف يتهم بنزع سلاح حزب الله. قال أنان أن وقف إطلاق النار تمسك بعدد قليل من المخالفات ولكنه حث الاتحاد الأوروبي على التحرك بسرعة للحصول على جنوده إلى المنطقة. أعرب عن أمله في أن تبدأ القوة الموسعة الانتشار في «أيام وليس أسابيع». كان قد حدد موعدا مستهدفا في 2 سبتمبر. قال وزير الخارجية الفنلندي إيركي توميوجا الذي تتولى بلاده الرئاسة الدورية للاتحاد الأوروبي أن قوة الأمم المتحدة برمتها يجب أن تكون في غضون شهرين أو ثلاثة أشهر.

الولايات المتحدة
- قال المتحدث باسم وزارة الخارجية جونزالو جاليجوس أن الوزارة على علم بالادعاءات المتعلقة بالقنابل العنقودية. قال: «إننا نسعى للحصول على مزيد من المعلومات» لكنه رفض التعليق. ذكرت صحيفة نيويورك تايمز أن مكتب الرقابة التجارية الدفاعية التابع لوزارة الخارجية أجرى تحقيقا في استخدام إسرائيل لثلاثة أنواع من الأسلحة الأمريكية والذخائر المضادة للأفراد التي تطلق قنابل على مساحة واسعة. نقلت الصحيفة عن عدد من المسؤولين الأمريكيين الحاليين والسابقين قولهم أنهم يشككون في أن التحقيق سيؤدي إلى فرض عقوبات على إسرائيل ولكن قد يكون ذلك محاولة من إدارة بوش لتخفيف الانتقادات العربية لدعمها العسكري لإسرائيل. أرجأت الولايات المتحدة أيضا شحنة من الصواريخ المدفعية من طراز إم - 26 - وهي سلاح آخر من نوعه - إلى إسرائيل.
- قال الرئيس الأمريكي جورج دبليو بوش أنه مسرور بقرار شيراك إرسال المزيد من القوات. قال: «إنها خطوة هامة نحو وضع اللمسات الأخيرة على الاستعدادات لنشر قوة الأمم المتحدة المؤقتة في لبنان. أشيد بقرار فرنسا وكذلك التعهدات الهامة من إيطاليا وحلفاءنا المهمين الآخرين وأشجع الدول الأخرى على تقديم مساهمات أيضا».
- استبعدت الولايات المتحدة ارتكاب قوات ولكن من المتوقع أن تقدم الدعم اللوجستي. كقاعدة عامة فإن واشنطن لا تشارك في بعثات حفظ السلام ما لم تتولى قيادة القوة.

الجيش الإسرائيلي
- قال الجيش الإسرائيلي أن جميع الأسلحة التي يستخدمها «قانونية بموجب القانون الدولي وأن استخدامها يتفق مع المعايير الدولية». خلال الحرب التي استمرت 34 يوما بين إسرائيل وحزب الله قالت إسرائيل أنها اضطرت إلى ضرب أهداف مدنية في لبنان لأن مقاتلي حزب الله كانوا يستخدمون القرى كقاعدة لقاذفات الصواريخ التي تستهدف إسرائيل. قتل نحو 850 لبنانيا في المعارك مقابل 157 إسرائيليا. كما أن جنوب لبنان مليء بالألغام الأرضية التي وضعها الجنود الإسرائيليون المتراجعون الذين انسحبوا من المنطقة في عام 2000 بعد احتلال دام 18 عاما. كما زرع حزب الله مناجم لدرء القوات الإسرائيلية. طالب لبنان منذ فترة طويلة إسرائيل بتسليم خرائط حقول الألغام.
- يريد 54٪ من الإسرائيليين أن يعزل رئيس الجيش دان هالوتز.

روسيا
- نفى وزير الدفاع الروسي سيرجى إيفانوف الإدعاءات بأن حزب الله لديه صواريخ كورنيت المضادة للدبابات روسية الصنع. أرسلت إسرائيل وفدا إلى روسيا الأسبوع الماضي للشكوى من الصواريخ التي تقول أن حزب الله استخدمها في الأسابيع الأخيرة من القتال في لبنان. تفيد التقارير بأن الصواريخ كانت جزءا فعالا بشكل خاص من ترسانة حزب الله. إلا أن إيفانوف قال خلال زيارة إلى مدينة ماغادان في الشرق الأقصى الروسي أن التقارير «هراء تام». نقلت وكالة أنباء انترفاكس عن إيفانوف قوله: «لم يقدم لنا أي دليل على أن حزب الله لديه مثل هذه المعدات».

حزب الله
- كانوا يكافحون في فرقة صبي ويعملون في دائرة الزفاف في الضفة الغربية ويحلمون بالنجومية. الآن أصبح المغنيون الخمسة الذين يشكلون الفرقة الشمالية أقرب قليلا إلى هدفهم بمساعدة من الأمين العام لحزب الله حسن نصر الله. في ذروة الحرب بين إسرائيل وحزب الله كتبت الفرقة كلمات جديدة في مدح نصر الله على لحن قديم. استغلت أغنية «صقور لبنان» شعبية نصر الله الضخمة بين الفلسطينيين وأصبحت ضربة فورية. يتم تشغيل الأغنية على القنوات العربية وتستخدم كنغمة رنين للهواتف المحمولة وتمريرها حول البريد الإلكتروني وتوزيعها على الأقراص المدمجة غير المرخصة والأشرطة. فالمحلات الموسيقية تواجه صعوبة في مواكبة الطلب ويرجع ذلك جزئيا إلى أن الجنود الإسرائيليين صادروا بعض أشرطة نصر الله والأقراص المدمجة عند نقاط التفتيش. بفضل نجاحها الجديد ضاعفت الفرقة رسومها لكل أداء إلى 1000 شيكل (230 دولار). في حفل زفاف أخير في مدينة رام الله طلب من الفرقة أن تلعب أغنية نصر الله ست مرات. قال علاء أبو الهيجاء المغني والمدير الرئيسي (28 عام) إنه يعطي الجمهور ما يريد سماعه. قال علاء الذي كان يجلس في غرفة المعيشة في منزل عائلته المكون من طابقين في قرية يمون شمال الضفة الغربية: «أرى أن الناس يتجهون نحو الإسلام لذا يجب أن أغني لذلك». تتكون الكلمات من تكرار مستمر لعدد قليل من القوافي البسيطة: «يا صقور لبنان، يا نصر الله، رجالك من حزب الله والفوز هو لك مع مساعدة الله». علاء وشقيقيه الأصغر سنا وشريك الفرقة نور (25 عام) ومحمد (22 عام) يعملون بالفعل على الأغنية التالية عن نصر الله. كتب آلاء أيضا أغنية حماس الانتخابية على نفس نغمة نصر الله لكنه لم يصل إلى نفس الشعبية. المجتمع الفلسطيني منقسم وبعضهم يعهد بالولاء لحركة حماس الإسلامية المسلحة الذي تولى السلطة في مارس 2006 وآخرون يؤيدون حركة فتح للرئيس الفلسطيني المعتدل محمود عباس. ومع ذلك يبدو أن حمى حزب الله قد وحدت الفلسطينيين الذين يشعرون بالاستياء العميق ضد إسرائيل بعد 39 عاما من الاحتلال العسكري بما في ذلك القيود الصارمة على السفر والتجارة وغيرها من جوانب الحياة اليومية. أعرب الكثيرون عن إعجابهم بحزب الله لوقفه الجيش العسكري الإسرائيلي - على غرار الدعم الشعبي الذي يتمتع به رئيس العراق السابق صدام حسين عندما أطلق صواريخ سكود على إسرائيل في حرب الخليج الثانية. قال سعيد عكراوي (26 عاما) الذي يزين محله للعطور في وسط مدينة جنين صورة نصر الله إلى جانب ملصقات النماذج: «كنا نغني لصدام. صدام ذهب فنريد شخص آخر أن يغني له».

إسرائيل
- قال المتحدث باسم الشرطة الإسرائيلية ميكي روزنفيلد أن أغنية «صقور لبنان» تعتبر تحريضية وستتم مصادرة الأشرطة والأقراص المدمجة التي تحتوي عليها. قال إن الشرطة في القدس وحولها لم تعثر على أي نسخ للأغنية حتى الآن إلا أن الضباط قاموا بتفتيش محلات الموسيقى وهم على اطلاع على التهريب.
- أفاد استطلاع للرأي أن 63٪ من الإسرائيليين يريدون من رئيس الوزراء إيهود أولمرت الاستقالة في توبيخ حكومي حاد حول تعامله مع الحرب في لبنان ضد حزب الله. يرى كثير من الإسرائيليين أن وقف اطلاق النار الذي توسطت فيه الأمم المتحدة يدعمه أولمرت هو فشل بالنسبة لإسرائيل لأن قيادة حزب الله كانت واقفة وأن الجنود الإسرائيليين اللذين أسرتهما حزب الله في 12 يوليو الماضي لا يزالان في الأسر. أظهر استطلاع يديعوت أحرونوت للمرة الأولى أن الأغلبية تؤيد انقلاب أولمرت. أظهرت عدة استطلاعات الرأي أن هناك قفزة كبيرة في تأييد حزب الليكود اليميني وزعيمه بنيامين نتانياهو بعد الحرب التي استمرت 34 يوم. كانت صحيفة يديعوت أكبر صحيفة يومية في إسرائيل تسمى «زلزالا» سياسيا بالنسبة إلى أولمرت الذي سحق حزب كاديما وسط حزب الليكود نتانياهو في الانتخابات العامة في مارس 2006. اعتبر 22 في المئة من الإسرائيليين في الاستطلاع أن نتانياهو «مناسب جدا» ليكون رئيسا للوزراء مقابل 11 في المئة بالنسبة إلى أولمرت. أوضحت صحيفة يديعوت أن أولمرت حصل أيضا على نسبة 18 في المئة من أعضائه ورجل الدولة الأعلى شيمون بيريز بنسبة 12 في المئة. أظهر استطلاع للرأي نشرته صحيفة معاريف أن 14٪ فقط من الإسرائيليين سيصوتون على أولمرت في حال إجراء انتخابات جديدة في حين سيؤيد 26٪ نتانياهو رئيس الوزراء السابق. قال استطلاع للرأي أن 45٪ يؤيدون نتانياهو.
- رأى أولمرت وهو سياسي مهيمن يفتقر إلى أوراق اعتماد قتالية العديد من أسلافه أن موقفه العام تراجع بسبب فشله في سحق حزب الله الذي أمطر نحو 4000 صاروخ على شمال إسرائيل أثناء القتال. «أولمرت العودة إلى ديارهم» قراءة علامة واحدة في احتجاج من قبل بضع مئات من جنود الاحتياط وأفراد الأسرة في قبر رئيسة الوزراء السابقة غولدا مائير. حث المتظاهرون أولمرت على اتباع القيادة التي وضعها مئير التي اضطرت إلى الاستقالة بعد حرب الشرق الأوسط عام 1973 التي حققت فيها مصر وسوريا نجاحات مبدئية تسببت في خسائر بشرية كبيرة. علق أولمرت في الوقت الراهن اقتراحه بانسحاب إسرائيلي من أجزاء من الضفة الغربية المحتلة. كان هذا الاقتراح محور برنامج الحكومة الذي فاز به في الانتخابات في مارس 2006. لكن عودة العنف في غزة التي أخلتها إسرائيل عام 2005 بالإضافة إلى حرب لبنان يبدو أنها أدت إلى تضييق الحماس العام لعمليات الانسحاب الإقليمية. أظهر استطلاع معاريف أن 73٪ من الإسرائيليين يعارضون الانسحاب الأحادي الجانب.
- قال كاميرون براون من مركز هرتسليا الإسرائيلي إن المشاكل السياسية في أولمرت تفاقمت بسبب سلسلة من الفضائح الحكومية بما في ذلك التحقيق في ما إذا كان الرئيس الإسرائيلي أجبر موظفة على ممارسة الجنس معه. هؤلاء السياسيين يتعرضون لإطلاق النار من عدة اتجاهات مختلفة في الوقت نفسه وأعتقد أن أولمرت لديه بوضوح وقت تقريبي والسؤال هو أن هذا سيجبره على التنحي حسب براون. أظهر استطلاع معاريف أنه إذا جرت الانتخابات اليوم فإن حزب أولمرت كاديما سيحصل على 14 مقعدا في البرلمان مقارنة ب 29 مقعدا في الانتخابات السابقة. من المتوقع أن يفوز حزب الليكود ب 24 مقعدا مقابل 12 مقعدا. بالإضافة إلى الدعوة إلى استقالة أولمرت قال 74 في المائة من الإسرائيليين في استطلاع للرأي أن وزير الدفاع عمير بيريتز زعيم حزب العمال اليساري يجب أن يتنحى.
- أكد مارك ريجيف مجددا أن إسرائيل لن ترفع الحظر الجوي والبحري الذي تفرضه على لبنان حتى يتخذ قوات حفظ السلام مواقع على طول الحدود السورية لمنع شحنات الأسلحة إلى حزب الله من مؤيديها الرئيسيين وهما إيران وسوريا. لكن أنان قال أن قوات حفظ السلام لن تنشر على الحدود السورية إلا بناء على طلب لبنان الذي لم تقدمه بيروت بعد. من شأن هذه الخطوة أن تؤدي إلى تفاقم التوترات مع سوريا التي تعتبر نشر قوات دولية على طول الحدود عملا عدائيا. قال أنان في مؤتمر صحفي عقب اجتماع استمر ثلاث ساعات مع وزراء الاتحاد الأوروبى 25: «إن القرار لا يتطلب نشر قوات الأمم المتحدة إلى الحدود». بيد أن ريجيف قال أن إرسال قوات إلى الحدود السورية هو مفتاح تنفيذ حظر دولي على الأسلحة ضد حزب الله بموجب قرار وقف اطلاق النار. قال ريجيف: «وقف إطلاق النار يدعو إلى فرض حظر دولي على الأسلحة ضد حزب الله. لذلك فإن إسرائيل ستكون مستعدة للسماح بدخول لبنان إلى لبنان والخروج منه في اللحظة التي تقوم فيها القوات الدولية واللبنانية بتطبيق الحظر المفروض على الأسلحة». من غير المحتمل أن تمنع الحكومة الإسرائيلية التي تتعرض لضغوط داخلية للانسحاب من لبنان بسرعة من سحب جنودها. ومع ذلك يمكن أن تستخدم إسرائيل ضربات جوية على المعابر الحدودية والطرق والجسور لمنع تهريب الأسلحة إذا لم توقف القوات اللبنانية وقوة الأمم المتحدة الشحنات نفسها.

## 26 أغسطس
إسرائيل
- قالت إسرائيل أنها تشجع بعض الدول الإسلامية على إرسال قوات حفظ سلام إلى جنوب لبنان وهي مساهمة من شأنها أن تضفي مصداقية على القوة الأوروبية بكثافة. يوافق الاتحاد الأوروبي والأمم المتحدة على أن تكون مهمة حفظ السلام مكونا مسلما قويا لإعطائها مصداقية. بيد أن إسرائيل تعترض على الدول التي لا تعترف بالدولة اليهودية قائلة أن مثل هذه القوات ستجعل من المستحيل على القدس تبادل المعلومات مع قوة الأمم المتحدة. إلا أن إسرائيل قالت أنها على اتصال مع الدول الإسلامية الأخرى لتشجيعها على المشاركة خصوصا تركيا التي تقيم علاقات دبلوماسية مع إسرائيل. قال المتحدث باسم وزارة الخارجية مارك ريجيف: «إذا قررت تركيا إرسال وحدة فإننا نرحب بذلك». كما أن الأردن ومصر من الدول الإسلامية التي تقيم علاقات دبلوماسية مع إسرائيل. القوة الدولية هي تعزيز الجيش اللبناني الذي ينقل 15 ألف جندي من جنوده إلى الجنوب. هي أول تأكيد للسلطة المركزية في المنطقة على طول الحدود الإسرائيلية منذ عقود. من غير المحتمل أن يؤجل النقاش حول مراقبة الحدود السورية انسحاب إسرائيل من القوات اللبنانية. بعد ما يعتبره الكثيرون حربا خاطئة يقوم الجمهور الإسرائيلي بالضغط على الحكومة لإخراج الجيش بسرعة.

حزب الله
- كانت الصعوبات التي تواجه القوة الوليدة واضحة بالفعل حيث قال مسؤول كبير في حزب الله في مقابلة معارضة أن جماعة الميليشيات الشيعية ستبقي أسلحتها على الرغم من الضغوط الدولية لنزع أسلحتها. قال الشيخ نعيم قاسم نائب قائد الجماعة لصحيفة النهار اللبنانية إن «مقاومة» حزب الله لإسرائيل ستستمر. قال: «إن مبررات إنهاء الأمر غير موجودة». أكدت تصريحات قاسم هشاشة وقف إطلاق النار الذي توسطت به الأمم المتحدة.

لبنان
- أصيب خمسة لبنانيين بينهم أربعة أطفال من نفس العائلة بجروح جراء القنابل العنقودية التي خلفها الهجوم الإسرائيلي. قال مسؤولون أمنيون لبنانيون أنهم فجروا في قريتين في جنوب لبنان. قال مسؤولون أن قنبلة عنقودية انفجرت خارج منزل في قرية البليدة مما أسفر عن إصابة أربعة أطفال من نفس العائلة. لم يتضح بعد ما إذا كان الأطفال الذين لم يعرفوا أعمارهم على الفور كانوا يلعبون بالقنبلة أو أنهم صعدوا عليها عن طريق الصدفة. بشكل منفصل أصيب راعي لبناني عندما انفجرت قنبلة عنقودية أخرى في قرية عيتارون الحدودية على بعد أقل من ثلاثة أميال جنوب البليدة. منذ وقف اطلاق النار الذي تم التوصل إليه بوساطة الأمم المتحدة في 14 أغسطس لقى ثمانية لبنانيين مصرعهم بسبب انفجار عبوة ناسفة من بينهم طفلان وإصابة 38 شخصا. أصدر مكتب رئيس الوزراء اللبناني فؤاد السنيورة بيانا قال فيه أن وزيرة الخارجية كوندوليزا رايس تسمي رئيس الوزراء وقالت أنها تبذل جهودا «جادة وفورية» لرفع الحصار الإسرائيلي في أقرب وقت ممكن. أضاف البيان أن رايس أكدت أيضا على أهمية أن تسيطر السلطات اللبنانية على المعابر الحدودية للبلاد وقال السنيورة أن حكومته ستمضي قدما في خطتها لضبط المعابر من تلقاء نفسها. لم يرد أي تعليق فوري من وزارة الخارجية الأمريكية. في وقت سابق اليوم انتقد وزير الإعلام اللبناني غازي العريضي الولايات المتحدة بشأن الحصار. صرح للصحافيين في بيروت: «نأسف أن الإدارة الأميركية تقف إلى جانب إسرائيل في هذا الأمر ونحن ندين ونرفض هذا الموقف». حث المجتمع الدولي على المساعدة في رفع الحصار «لإننا في لبنان لا يمكن أن يتحمل المزيد من الإهانة». في الوقت الذي تستهدف فيه عمليات شحن الأسلحة التي يقوم بها حزب الله فإن الحصار يعيق شحنات المواد الغذائية والوقود وغيرها من السلع إلى لبنان.

سوريا
- سوريا وإيران تنكران مساعدة حزب الله. لكن وكالة الأنباء السورية قالت أن نائب وزير الخارجية الإيراني محمد رضا باقري كان في دمشق لبحث «تداعيات العدوان الإسرائيلي الأخير على لبنان».

## 27 أغسطس
إسرائيل
- يقول الجنود القتاليون أنهم تلقوا أوامر متضاربة دون توجيه واضح. يقول الاحتياطيون إنهم يعانون من نقص حاد في المعدات وقيادة غير حاسمة. تتساءل أسر الجنود ال 120 الذين قتلوا في القتال عن سبب وفاة أحبائهم ولا سيما خمسهم الذين لقوا حتفهم في اليومين اللذين تم الاتفاق على وقف إطلاق النار فيهما ولكن قبل أن ينفذا في 14 أغسطس. كان أوري غروسمان الابن البالغ من العمر 20 عاما المؤلف الإسرائيلي الشهير ديفيد غروسمان الذي كان قد عقد مؤتمرا صحافيا قبل ثلاثة أيام يدعو إلى إنهاء القتال. قال جروسمان في مراسم تشييع ابنه: «نحن كأسرة فقدنا الحرب بالفعل. على الجبهة الداخلية يطالب أكثر من مليون شخص من سكان شمال إسرائيل بمعرفة سبب اضطرارهم للفرار من ديارهم أو الإخفاء تحت الأرض في ملاجئ قنبلة غير صحية حيث سقطت صواريخ حزب الله عليهم منذ أكثر من شهر ولماذا فشلت الحكومة لتوفير ما يكفي من الغذاء والماء أو التعويض المالي لمعاناتهم. قال يوسي ساريد الزعيم السابق لحزب ميريتس اليساري الذي كان يعمل شابا كمساعد سياسي للجيل المخلوع في عام 1973.» لا توجد أي قيادة من أي وقت مضى خرجت من الحرب حتى ضربت وعار«. لا شيء له بل للتخلص منها». بالنسبة للعديد من الإسرائيليين فإن غطرسة وفشل إيهود أولمرت ودان هالوتز ورفضهما الاستقالة هما من أعراض دولة فقدت إحساسها بالقلب الروحي والبعث التاريخي واستبدالها بالسعي الفاقد للمال والجنس والسلطة. قال جدعون سامت من صحيفة هآرتس أن إسرائيل أصبحت «دولة تتكاثر فيها الفقر ومليونيرات متعجرفين ومديرين مصرفيين غير حساسين مع رواتبهم والبنية التحتية للعالم الثالث ومراكز المدينة المتدهورة والكنيست البائس والوعود المكسورة والسطح».
- قالت تقارير من الشرق الأوسط أن إسرائيل وحزب الله قد يتبادلان الأسرى خلال الأسبوعين أو الثلاثة أسابيع المقبلة. نقلت صحيفة جيروسالم بوست عن صحيفة الأهرام المصرية قولها أن هذا التبادل سيبدأ بإطلاق سراح جنديين إسرائيليين أثارت عمليات الخطف النزاع بين إسرائيل وحزب الله. أضاف التقرير أن الجندي الإسرائيلي الذي يحتجزه فلسطينيون في غزة سيطلق سراحه بعد أن أفرجت إسرائيل عن المعتقلين الفلسطينيين. أكدت هآرتس هذه المعلومات كما قالت إن المفاوضين الألمان يعملون على التوصل إلى اتفاق.
- ذكرت صحيفة الأهرام المصرية الرسمية أن إسرائيل وحزب الله اتفقا على شروط تبادل الأسرى لإطلاق سراح الجنديين المختطفين وفقا لما ذكره راديو إسرائيل.

حزب الله
- من ناحية أخرى قال الأمين العام لحزب الله أن إيطاليا قد تنضم إلى المفاوضات التي توسطت فيها ألمانيا بالفعل والتي قد تؤدي إلى تبادل في الشهر المقبل. قال حسن نصر الله في مقابلة مع تلفزيون الجديد اللبناني أن الأمم المتحدة التي بدأت عملية وقف اطلاق النار التي تدعم إيطاليا والتي يمكن أن تبدأ في وقت مبكر من هذا الأسبوع. أوضحت الأهرام أن ألمانيا ستمنح حزب الله «ضمانا بنسبة 100 في المائة» للإفراج عن السجناء المحتجزين في إسرائيل. نجحت ألمانيا في ترتيب مقايضة الأسرى الإسرائيليين في حزب الله في عام 2004.
- قال حسن نصر الله في حديث إلى التلفزيون أن حزب الله لم يختطف جنديين من قوات الدفاع الإسرائيلية في 12 يوليو الماضي الذي أدى إلى قيام الحرب. يطالب حزب الله بإطلاق سراح بعض الآلاف من العرب في السجون الإسرائيلية مقابل الجنود المختطفين إيهود غولدفواسر وإلداد ريغيف. قال نصر الله: «لم نكن نعتقد حتى واحد في المئة أن الاستيلاء سيؤدي إلى حرب في هذا الوقت وبهذا الحجم وسأطلب مني لو كنت قد عرفت في 11 يوليو... أن العملية سوف تؤدي إلى مثل هذه الحرب هل سأفعل ذلك؟ أقول لا على الإطلاق». قال نصر الله أنه لا يعتقد أن هناك جولة ثانية من القتال مع إسرائيل وأن حزب الله سيتقيد بوقف إطلاق النار رغم ما وصفه بالاستفزاز الإسرائيلي. قال نصر الله أن إسرائيل تحاول الضغط على مطالب جديدة مثل نشر قوات حفظ السلام التابعة للأمم المتحدة في مطار بيروت والموانئ اللبنانية وعلى الحدود اللبنانية مع سوريا. وأضاف أن: «النازحين عادوا وبدأوا في إعادة بناء الشمال ولا يبدو أن أحدا يتصرف من هذا القبيل سيخوض حربا ولا نتوجه إلى جولة ثانية». قال الأمين العام لحزب الله أيضا أن المفاوضات حول الإفراج عن جنود الجيش الإسرائيلي المختطفين قد بدأت بالفعل. قال حزب الله: «إن الاتصالات بدأت مؤخرا لإجراء مفاوضات. يبدو أن إيطاليا تحاول الدخول في هذا الموضوع والأمم المتحدة مهتمة والمفاوضات ستكون من خلال رئيس البرلمان نبيه بري».
- قال نصر الله في حديثه الثاني منذ وقف إطلاق النار الذي تم التوصل إليه بوساطة الأمم المتحدة في 14 أغسطس: «ليس لدينا أي مشكلة مع قوة الأمم المتحدة المؤقتة في لبنان طالما أن مهمتها لا تهدف إلى نزع سلاح حزب الله. لن يكون هناك وجود مسلح في جنوب لبنان وإذا وجد الجيش أي حزب مسلح فإنهم يستطيعون مصادرة الأسلحة». أعرب عن استعداده للاجتماع مع أنان في 28 أغسطس. قال نصر الله: «ليس لدي مشاكل في مقابلته وهناك اتصالات تمهيدية للتحضير لهذا الاجتماع لكن العقبة الوحيدة هي الأمن». ردا على سؤال حول ما إذا كان أي من مقاتلي حزب الله الذين شاركوا في الاستيلاء على جنديين إسرائيليين على متنها قد اعتقلته القوات الإسرائيلية في جنوب لبنان قال نصر الله: «إن المقاتلين الذين شاركوا في خطف الجنديين كانوا يقاتلون على الخطوط الأمامية في جنوب لبنان وقد يكون من الممكن أن يسيطر الإسرائيليون على أحدهم». قال نصر الله إنه لن يشارك بعد ذلك في «المائدة المستديرة للحوار الوطني» بين الزعماء المسلمين والمسيحيين اللبنانيين الذي بدأ في مارس 2006 لأنه يخشى على سلامة المشاركين الآخرين. هددت إسرائيل بمطاردة نصر الله وقتله. قال نصر الله: «إن إسرائيل تحاول من خلال انتهاكاتها اليومية دفع حزب الله للانتقام... لا يمكننا أن نتحلى بالصبر لفترة طويلة ولا أستطيع أن أعطي ضمانات». أكد نصر الله لللبنانيين أنه لن تكون هناك جولة ثانية من العنف مع إسرائيل. قال نصر الله: «إن اللاجئين عادوا وبدأنا عملية إعادة الإعمار وهذا يعني أننا لا نتجه إلى جولة ثانية». ردا على سؤال حول أراضي مزارع شبعا المتنازع عليها قال نصر الله: «كما قلت إذا كان هناك أراضي لبنانية تحت الاحتلال فمن واجب مقاومة الاحتلال». تقول إسرائيل أنها استولت على مزارع شبعا من سوريا في حرب الشرق الأوسط عام 1967 بيد أن لبنان يدعي أن شبعا أراضي لبنانية بموافقة سورية. ردا على سؤال حول قوة صواريخ حركته قال إن أكثر من 4000 صاروخ سقط على إسرائيل ووصف القصف بأنه «أقل من 50 في المئة من قواتنا العسكرية».

الأمم المتحدة
- يشار إلى أن قوة الأمم المتحدة المؤقتة في لبنان القوة المحايدة التي تمركزت منذ العام 1978 تتولى مهمة الحفاظ على السلام بين إسرائيل وحزب الله على طول الحدود الإسرائيلية اللبنانية التي يبلغ طولها 70 ميلا. ومع ذلك كما كتب كاتب العمود وفصل زوا فيلادلفيا الرئيس لوري لونثال ماركوس في المعيار الأسبوعي هذا الأسبوع يبدو أن اليونيفيل اتخذ موقف واضح من جانب واحد لصالح حزب الله خلال الحرب الأخيرة في لبنان. قال ماركوس أن «اليونيفيل» نشرت بشكل صريح معلومات استخبارية يومية في الوقت الحقيقي ذات فائدة واضحة لحزب الله وعن موقع القوات الإسرائيلية في لبنان ومعداتها وهيكليتها«حتى أنها حددت وضع قوات الأمن في غضون ساعات من بنائها». في المقابل لم يتم نشر أي شيء محدد بشأن القوات الإرهابية لحزب الله. بدلا من ذلك لم تنشر سوى بيانات عامة مثل بيان بأن حزب الله «أطلق صواريخ بأعداد كبيرة من مواقع مختلفة». على سبيل المثال نشرت قوة الأمم المتحدة المؤقتة في لبنان ما يلي في 25 يوليو: «يوم أمس وأثناء الليلة الماضية نقل الجيش الإسرائيلي تعزيزات كبيرة من بينها عدد من الدبابات وناقلات الجنود المدرعة والجرافات والمشاة إلى منطقة مارون الرس داخل الأراضي اللبنانية وتقدم الجيش الإسرائيلي من تلك المنطقة شمالا باتجاه بنت جبيل وجنوبا باتجاه يارون». تورطت اليونيفيل من قبل في التحيز تجاه حزب الله. بعد 18 ساعة فقط من اختطاف ثلاثة جنود من الجيش الإسرائيلي على طول الحدود الإسرائيلية اللبنانية في أواخر عام 2000 قامت قوات اليونيفيل بإطلاق سيارتين استخدمتا في عملية الاختطاف وتمت ملئهما بالدم وغيرها من الأدلة المتعلقة باختطافهم. بالرغم من أن مقاطع الفيديو ربما ساعدت في إنقاذ حياة أو أكثر من حياة الجنود فإن مسؤولين رفيعي المستوى من الأمم المتحدة ومنهم الأمين العام للأمم المتحدة كوفي أنان ومبعوث الشرق الأوسط تيري لارسن نفوا وجود أي شريط فيديو. في 6 يوليو 2001 فقط اعترفت الأمم المتحدة أخيرا بأنها تمتلك الشريط.
- يقترح قرار مجلس الأمن التابع للأمم المتحدة الذي أدى إلى هدنة في 14 أغسطس في ديباجته أن يجد الطرفان حلا لنزاعاتهما بشأن السجناء.

سوريا
- قال زعيم الحقوق المدنية في الولايات المتحدة جيسي جاكسون بعد لقاء مع الرئيس السوري بشار الأسد أن: «الرئيس الأسد يؤيد استنتاج وضعهم وإطلاق سراحهم وما هو وضعهم وإطلاق سراحهم في نهاية المطاف» وقال جاكسون في مؤتمر صحفي عقد في وزارة الخارجية في دمشق. قال نائب وزير الخارجية السوري فيصل مقداد: «إننا ننظر بهدوء نحو مهمة القس جاكسون ونشجعه وهو شخص يشعر بالقلق إزاء البعد الإنساني للأزمة». يرأس جاكسون مجموعة من القادة المسلمين والمسيحيين واليهود في مهمة إنسانية إلى الشرق الأوسط تهدف إلى دعم وقف إطلاق النار في لبنان. سيزور لبنان وإسرائيل بعد ذلك. استخدم جاكسون نفوذه كسياسي غير مؤسسي للتفاوض حول الإفراج عن العديد من السجناء الأمريكيين في الخارج في الثمانينيات والتسعينيات. حصل على حرية الطيار البحري الأميركي الذي تحتجزه سوريا في 1983 بعد لقاءه مع الرئيس السوري الراحل حافظ الأسد والد الرئيس الحالي في دمشق. قال جاكسون إن سوريا يمكن أن تلعب دورا كبيرا في حل المأزق الحالي للسجناء.

## 28 أغسطس
حزب الله
- وفقا لتقرير الولايات المتحدة للأنباء والعالم الصادر في 31 يوليو 2006 فإن الموارد السورية والإيرانية تشمل معا 836 ألف من الأفراد العسكريين العاملين و6213 دبابة قتال رئيسية و683 طائرة هجومية. قارن هذه الأرقام على التوالي لتلك عن إسرائيل: 168,000 و3090 و399. سوريا وإيران إلى جانب وجود سكان مجتمع 23 مرة من إسرائيل لديها ما يقرب من خمسة أضعاف قوة القوات النشطة أكثر من ضعف عدد الدبابات الرئيسية للدبابات و284 طائرة هجومية أكثر من إسرائيل. الواقع أن سوريا وحدها لديها أكثر من إسرائيل في كل من هذه الفئات كما تدعي المصادر.
- من جانبها وفقا للمعهد الدولي للدراسات الاستراتيجية كان حزب الله في بداية الصراع يصل إلى 5000 مقاتل ومن 10000 إلى 15000 صاروخ (استخدم منها حوالي 4000 صاروخ) و30 صاروخا. كان لدى الحكومة اللبنانية 72,100 جندي نشط (على الرغم من أن بعض المصادر تدعي أنها لم تستخدم أكثر من مهام الشرطة) و310 دبابة و24 طائرة هليكوبتر. قالت المصادر إن أيا من القوات المسلحة اللبنانية لم يكن يستخدم للسيطرة على حزب الله على الرغم من كونه أيضا حزبا سياسيا ممثلا في الحكومة اللبنانية وبالتالي يخضع للقانون الوطني والدولي أو للدفاع عن أمته في القتال. بدلا من ذلك يزعم أن الحكومة اللبنانية شاهدت الحشد العسكري في جنوب لبنان لمدة ست سنوات بعد انسحاب إسرائيل من أجل الخير في عام 2000. غادر الجيش السوري لبنان في العام الماضي فقط ويدعي البعض أن الحكومة اللبنانية «جلست على يديها» و«أصبحت أضحوكة للعالم بينما عانى الشعب اللبناني وتوفي». بل إن بعض المصادر تذهب إلى حد الادعاء بأن المسلمين من ثلاثة بلدان يعاملون عن علم عن غيرهم من المسلمين «علف مدفع».

الولايات المتحدة
- قال زعيم الحقوق المدنية الأمريكي جيسي جاكسون في زيارة للمنطقة في محاولة للتوسط في تبادل الأسرى لراديو الجيش الإسرائيلي أنه أبلغه الأمين العام لحزب الله بأن الجنديين اللذين ضبطتهما جماعة العصابات كانا على قيد الحياة. قال إنه خلال زيارة لدمشق «أخبرني أحد قادة حماس... بأن الجندي الإسرائيلي الذي استولت عليه حماس على قيد الحياة». اختطف مسلحون فلسطينيون العريف جلعاد شاليط في غارة عبر الحدود من غزة في يونيو 2006.

## 29 أغسطس
إسرائيل
- قال وزير الدفاع الإسرائيلي عمير بيريتس أن إسرائيل ستسحب الآلاف من الجنود الذين ما زالوا في جنوب لبنان بعد نشر عدد «معقول» من جنود الأمم المتحدة لكنهم لم يعطوا أي رقم. يدعو القرار 1701 إلى نشر 15 ألف من حفظة السلام الدوليين بحلول 4 نوفمبر 2006 جنبا إلى جنب مع قوات الجيش اللبناني.

الأمم المتحدة
- قال أنان أن اللبنانيين رأوا الحصار على أنه «إهانة وانتهاك لسيادتهم». إلا أنه حث بيروت على السيطرة على حدودها لوقف تهريب الأسلحة. قال أنان في زيارة إلى جنوب لبنان دمرت أن «مهيجات خطيرة» للهدنة هي أيضا مصير الجنود المختطفين والأسرى اللبنانيين المحتجزين في إسرائيل.

إيطاليا
- كانت أول فرقة من إيطاليا قوامها 800 جندي من بين ثلاثة آلاف جندي تعهدوا بها أبحرت على ما قالت روما أنها ستكون مهمة «طويلة ومحفوفة بالمخاطر». كان من المقرر أن تصل حاملة الطائرات غاريبالدي وأربع سفن بحرية أخرى إلى لبنان بحلول 1 سبتمبر 2006.

فرنسا
- وعدت فرنسا بإرسال كتيبة قوامها 900 فرد قبل منتصف سبتمبر 2006 مع كتيبة ثانية للمتابعة.

## 30 أغسطس
إسرائيل
- رفضت إسرائيل دعوة الأمين العام للأمم المتحدة كوفي أنان لرفع الحصار الجوي والبحري الذي فرضته على لبنان لمدة ستة أسابيع قائلة أنها لن ترفع الحصار إلا بعد تطبيق جميع عناصر وقف إطلاق النار. خلال ساعات من المحادثات مع رئيس الوزراء إيهود أولمرت حث أنان على رفع الحصار أساسا على أساس اقتصادي. لكن في مؤتمر صحفي عقد بعد الاجتماع رفض أولمرت مطلب عنان قائلا أن أي تخفيف من الضغوط على موانيء لبنان ومجاله الجوي يتوقف على التنفيذ الكامل لقرار الأمم المتحدة رقم 1701 الذي يحكم الهدنة مع حزب الله. قال: «إن القرار هو بوفيه ثابت وسيتم تنفيذ كل شئ بما في ذلك رفع الحصار كجزء من التنفيذ الكامل للمواد المختلفة». كان أولمرت ثابتا بنفس القدر عندما قدم اقتراحات من أنان بأنه يتعين على إسرائيل سحب جميع قواتها من جنوب لبنان خلال «أيام أو أسابيع» وأن ما يصل إلى 5000 من قوات حفظ السلام المدعومة من الأمم المتحدة على الأرض. قال أولمرت: «إسرائيل ستنسحب من لبنان بعد تطبيق القرار». الهدنة على الحدود الشمالية لإسرائيل تحتجز عموما ولكن العنف استمر في الأراضي الفلسطينية. تقول إسرائيل أن الحظر البحري والجوي يهدف إلى منع حزب الله من الحصول على إمدادات جديدة من إيران أو سوريا. قال مصدر سياسي إسرائيلي رفيع المستوى أن إسرائيل ستبحث في الإفراج عن المعتقلين اللبنانيين لجنديين أسرهما حزب الله في حال تم تسليمهما إلى حكومة بيروت. أصرت إسرائيل من قبل على الإفراج عنهم دون قيد أو شرط.

الأمم المتحدة
- يحاول أنان في القدس بعد زيارته لبنان تعزيز الهدنة الهشة التي استمرت أسبوعين والتي أنهت حربا استمرت 34 يوما بين إسرائيل وحزب الله. كانت أولى أولوياته هي رفع الحصار لأسباب اقتصادية أساسا. قال أنان: «إنه أمر هام ليس فقط بسبب الأثر الاقتصادي الذي تمارسه على البلاد ولكن من المهم أيضا تعزيز الحكومة الديمقراطية في لبنان التي قالت إسرائيل مرارا أنها لا تواجهها مشاكل». قال أنان أنه يأمل قريبا في مضاعفة عدد قوات الأمم المتحدة في لبنان إلى 5000 وحث إسرائيل وحزب الله على إنهاء جميع النزاعات التي تعرقل وقف إطلاق النار بشكل دائم. كما سيجري أنان محادثات مع وزيرة الخارجية تسيبي ليفني قبل السفر إلى الضفة الغربية للقاء الرئيس الفلسطينى محمود عباس. قال مساعدو أنان إنه سيتوجه أيضا إلى سوريا وإيران الداعمين الرئيسيين لحزب الله في وقت لاحق من الأسبوع.

لبنان
- كلفت الحرب أرواح ما يقرب من 1200 شخص في لبنان معظمهم من المدنيين و157 إسرائيليا معظمهم من الجنود.

## 31 أغسطس
الأمم المتحدة
- بدأ الأمين العام للأمم المتحدة كوفي أنان محادثات مع المسؤولين السوريين سعيا للحصول على مساعدة سوريا في تعزيز هدنة بين إسرائيل وحزب الله اللبناني. قبل وصوله إلى العاصمة السورية دمشق جدد أنان من الأردن دعوته لإسرائيل إلى رفع الحصار عن لبنان بسرعة والانسحاب الكامل من البلاد فور وصول خمسة آلاف من قوات حفظ السلام إلى الجنوب. قال أنان: «أتوقع - وأنا أوضح هذا الأمر للسلطات الإسرائيلية أنه عندما تصل القوات الدولية إلى خمسة آلاف جندي ويتم نشرها في الجنوب مع الجيش اللبناني فإنه حان الوقت لانسحابها وسحبها تماما». ذلك بعد محادثات مع العاهل الأردني الملك عبد الله. قال في مقابلة إذاعية أنه يأمل أن تكون قوات حفظ السلام التابعة للأمم المتحدة سارية المفعول حتى 7 أو 10 سبتمبر 2006. التقى عنان مع وزير الخارجية السوري وليد المعلم في دمشق في وقت لاحق اليوم. من المتوقع أن يجري محادثات مع الرئيس بشار الأسد في 1 سبتمبر 2006. وصف أنان الحصار الذي تفرضه إسرائيل على لبنان منذ 7 أسابيع بأنه «غير مستدام» قائلا: «من المهم رفعه وعدم اعتباره عقابا جماعيا للشعب اللبناني». قال أنان أنه يأمل في مضاعفة بسرعة 2500 من قوات حفظ السلام التابعة للأمم المتحدة في جنوب لبنان حيث من المقرر أن تبدأ أول فرقة كبيرة من 800 جندي إيطالي في 2 و3 سبتمبر 2006. يتوخى قرار الأمم المتحدة إرسال قوة تصل إلى 15 ألف جندي إلى جنوب لبنان بحلول 4 نوفمبر 2006 لمساعدة عدد مماثل من قوات الشرطة اللبنانية على إنشاء منطقة حدودية خالية من الأسلحة.

سوريا
- غضب القادة السوريون بسبب مطالبة إسرائيل بنشر قوات دولية على الحدود اللبنانية السورية لوقف تهريب الأسلحة إلى حزب الله.

لبنان
- قال لبنان الذي أرسل 860 جنديا للقيام بدوريات على الحدود أنه ليس لديه أي خطط لطلب قوات الأمم المتحدة بالانضمام إليهم. تعهد المانحون الدوليون بأكثر من 940 مليون دولار لجهود الإغاثة على المدى القريب في لبنان أي ما يقرب من ضعف الهدف. قال وزير الخارجية السويدي يان إلياسون في مؤتمر صحافي: «تم التعهد بتقديم مبلغ يتجاوز 940 مليون دولار». حددت الحكومة السويدية التي استضافت الاجتماع هدفا بمبلغ 500 مليون دولار للتعهدات المقدمة إلى لبنان والتي قالت إنها تكبدت مليارات الدولارات أضرارا. قال رئيس الوزراء اللبناني فؤاد السنيورة في مؤتمر صحفي: «إن لبنان الذي قبل سبعة أسابيع فقط كان مليئا بالأمل والوعد تمزقه الدمار والتهجير والتجريد والخراب والموت». القوات اللبنانية برفقة قوات حفظ السلام التابعة للأمم المتحدة تتولى مواقع على الحدود مع إسرائيل للمرة الأولى منذ عقود.

إيطاليا
- قال رئيس الوزراء الإيطالي رومانو برودي الذي تعتبر بلاده أكبر مساهم في قوة اليونيفيل أن نائب رئيس الوزراء الإسرائيلي شيمون بيريز أبلغه بأن إسرائيل ستبدأ في سحب قواتها بمجرد أن يكون هناك 5 آلاف جندي من قوات الأمم المتحدة. إلا أن المتحدث باسم بيريز يورام دوري قال تعليقا على تصريحات برودي «أن القوات الإسرائيلية ستنسحب إذا ما نشرت قوات الأمم المتحدة في كل مكان يضمن تنفيذ قرار مجلس الأمن 1701».

الجيش الإسرائيلي
- انسحبت القوات الإسرائيلية تدريجيا خلال الأسبوعين الماضيين وقال الجيش أنه يحتل أقل من ثلث الأراضي التي احتلتها خلال الحرب. قال المتحدث أن: «بقية الأراضي سلمت إلى اليونيفيل والجيش اللبناني».

الأراضي الفلسطينية
- لم يتم التخلي عن العنف في في الأراضي الفلسطينية التي طغت عليها الأزمة في لبنان إلى حد كبير. في الضفة الغربية قتلت القوات الإسرائيلية قائدا مسلحا بينما قام مسلحون فلسطينيون في قطاع غزة بتجديد الضربات الصاروخية التي علقها معظمهم خلال حرب لبنان.

إسرائيل
- جاءوا بآلافهم في أمسية مزعجة لطرح سؤال بسيط: «من من أولادنا مفقودين؟» - الجنود الإسرائيليين الثلاثة الذين تسببت عمليات اختطافهم في حدوث أزمات موازية في غزة ولبنان. عائلاتهم وأصدقائهم ومؤيديهم تجمعوا في ساحة رابين - التي هي ساحة تقليدية للمظاهرات الإسرائيلية - للمطالبة بعودتهم مع شعور البلاد بالضيق والإحباط بسبب هذه الاضطرابات الأخيرة غير الحاسمة. في ساحة رابين حث المتظاهرون البالغ عددهم 40 ألفا البلاد على ألا تنسى جنودها المفقودين. بيانان مختلفان جدا ولكن كل منهما متأصل في التكلفة البشرية لعلاقات إسرائيل التي لم تحل مع جيرانها العرب.